# Хронологія Ленінопаду (2013—2014)
У цій статті в хронологічному порядку наведено перелік подій, які відбувалися в рамках Ленінопаду в 2013—2014 роках. Перший головний розділ вміщує демонтажі, знесення та повалення пам'ятників Володимиру Леніну. Окремими розділами наведені події демонтажів та повалень пам'ятників іншим комуністичним діячам, а також ліквідації радянських символів під час Ленінопаду. Окрім того, окремо наведено перелік подій, під час яких демонтажам, знесенням чи пошкодженням яких чинили опір. Перелік подій, дата яких невідома, також поданий окремим розділом.

## Ліквідація пам'ятників Володимиру Леніну під час Революції Гідності

### Грудень 2013
1. 8 грудня 2013 — Київ. З другої спроби (перша була невдалою через супротив міліції) повалено пам'ятник Леніна в Києві напроти Бесарабського ринку. Під час падіння голова відокремилася від тулуба. Відповідальність за знесення взяла на себе ВО «Свобода». За фактом знесення пам'ятника міліція порушила кримінальне провадження за статтею 294 ККУ (масові заворушення).
2. 9 грудня 2013 — Подільськ, Одещина. Невідомі розбили верхню частину пам'ятника Леніну. Пам'ятник був встановлений в міському парку біля клубу залізничників. Відкрито кримінальну справу за статтею «хуліганство» (стаття 296 Кримінального кодексу України).[1]
3. 11 грудня 2013 — Любешів, Волинь. Комуністи з власної ініціативи демонтували пам'ятник Леніну на приватній території, що належить офісу КПУ.[2][3]
4. 30 грудня 2013 — Ватутіне, Черкащина. Четверо невідомих знесли пам'ятник Леніну. Вранці городяни побачили порожній постамент і поваленого Ілліча. Через кілька годин працівники комунальних служб повернули скульптуру на місце, але вже з відбитим носом.[4][5]

### Січень 2014
1. 4 січня 2014 — Андрієво-Іванівка, Миколаївський район, Одещина. Зруйновано пам'ятник Леніну в парку біля будинку «Центр дозвілля». Перевірка міліції з'ясувала, що пам'ятник упав сам.[6]
2. 6 січня 2014 — Бердичів, Житомирська область. Невідомі знесли пам'ятник Леніну, встановлений на території школи. Інцидент стався близько години ночі. Діяла група людей, оскільки звалити з постаменту висотою 1,75 метра бетонний пам'ятник заввишки більше 2 метрів одній людині було б важко.[7]
3. 11 січня 2014 — Ямпіль, Вінниччина. Пам'ятник Леніну демонтували і встановили на його місці пам'ятник гетьману Богдану Хмельницькому.
4. 11 січня 2014 — Кривий Ріг, Дніпропетровська область. Неподалік від залізничної станції «Кривий Ріг-Західний» невідомі зруйнували погруддя Леніна. У бетонного погруддя відбили голову, постамент — неушкоджений.[8]
5. 20 січня 2014 — Жадове, Семенівський район, Чернігівщина. Невідомі скинули з постаменту погруддя Леніна.[9]
6. 21 січня 2014 — Татарбунари, Одещина. Пам'ятник Леніна позбувся голови. Місцева влада запевнила, що верхня частина пам'ятника відвалилася без сторонньої допомоги, оскільки пам'ятник занадто старий (встановлений у 1970 році).[10]
7. 23 січня 2014 — Центральне, Снігурівський район, Миколаївщина. Повалено памятник Леніну. За даним фактом розпочато кримінальне провадження за частиною 1 статті 194 Кримінального кодексу України («Пошкодження майна»), санкція якої передбачає обмеження волі на строк до 4 років.[11]
8. 26 січня 2014 — Турге́нєвка (Теберті), Бахчисарайський район, Автономна республіка Крим.[12]
9. 30 січня 2014 — Фастів, Київська область. Повалили пам'ятник Леніну. Слідчо-оперативна група встановила, що невідомі громадяни за допомогою лебідки і троса повалили пам'ятник заввишки близько 6 метрів. Розпочате кримінальне провадження за ч. 1 ст. 296 Кримінального кодексу (хуліганство).[13]

### Лютий 2014

#### 1-20 лютого 2014
1. 6 лютого — Суми. Офіційно прибрали з постаменту бюст Леніна біля палацу культури «Хімік».[14]
2. 7 лютого — Шепетівка, Хмельницька область. Зруйновано пам'ятник Леніну, що стояв перед будівлею райдержадміністрації міста.[15]
3. 19 лютого — Орлівка, Роздольненський район, Автономна республіка Крим.[16]
4. 20 лютого — Славута, Хмельницька область. За допомогою екскаватора було скинуто пам'ятник Леніну.[17]
5. 20 лютого — Новопсков, Луганська область. Монумент прибрали за рішенням селищної ради іще до початку Ленінопаду.[18][19]

#### 21 лютого 2014
- Вінницька область

Пам'ятник Леніну у Козятині до повалення. 14 листопада 2008 року.

1. Побережне. Невідомі «відтяли» голову пам'ятнику Леніну. Золотавий пам'ятник Леніну стояв біля будівлі сільської ради. На ранок він залишився без голови — статую зіпсували невідомі. На постаменті пам'ятнику вони написали «Кат України» та «Комуняку — на гілляку».[20]
2. Іллінці. Повалено пам'ятник Леніну.[21]
3. Хмільник. Повалено два пам'ятники Леніну.[22]
4. Тульчин. Повалено пам'ятник Леніну.[23]
5. Калинівка. Повалено пам'ятник Леніну.[21]
6. Козятин. Повалено пам'ятник Леніну.[24]
7. Немирів. Повалено пам'ятник Леніну.[25]
8. Вороновиця. Повалено пам'ятник Леніну.
9. Гайсин. Повалено пам'ятник Леніну.[26]
10. Томашпіль. Повалено пам'ятник Леніну.[27]
11. Погребище. Повалено пам'ятник Леніну.[28]
12. Махнівка, Козятинський район. Чоловік самотужки розбив пам'ятник Леніну.[29]
13. Стрижавка, Вінницький район. Повалено памятник Леніну.
14. Крижопіль. Повалено пам'ятник Леніну. Ще залишився один на в'їзді.

- Волинська область

1. Нововолинськ — зруйновано пам'ятник на території шахти № 9.[30]
2. Маневичі — повалено останній пам'ятник Леніну на Волині.[31]

- Дніпропетровська область

1. Минівка, Магдалинівський район.[32]

- Житомирська область

1. Житомир. На площі Соборній активісти «Правого сектора» і прості городяни скинули з постаменту пам'ятник Леніну[33]. Атакувати пам'ятник почали після 22:00. Спершу в пам'ятник кидали «коктейлі Молотова» і поливали його бензином. Потім почали зупиняти проїжджі автомобілі і просити у водіїв троси, щоб зачепити і скинуту статую. Опівночі вдалося вудкою закинути петлю з троса на шию Леніну, але коли почали тягнути трос порвався. За кілька хвилин трос знову закинули і спробу повторили. 
Станом на 00:30 біля пам'ятника перебували понад 500 осіб, в основному глядачі, і стояло близько 100 автомобілів. Активісти зупинили вантажівку з написом «Пошта» та вмовили водія фури допомогти звалити пам'ятник. О 00:55 статуя впала.[34]
2. Чоповичі. Повалено пам'ятник Леніну.
3. Коростишів. Демонтовано пам'ятник Леніну.
4. Любар. Повалено пам'ятник Леніну.

- Київська область

1. Боярка. Активісти скинули пам'ятник Леніну.[35]
2. Бориспіль. Містянами повалено одразу два пам'ятники Леніну.[36]
3. Бровари. Активісти скинули пам'ятник Леніну.[37]
4. Біла Церква. Активісти скинули пам'ятник Леніну.[38]
5. Обухів. Повалено пам'ятник Леніну.[39][40]
6. Сквира. Повалено пам'ятник Леніну.[41][42][43][44]
7. Переяслав-Хмельницький. Повалено пам'ятник Леніну. Тут повалений постамент планували втопити.[45]

- Полтавська область

1. Полтава. Повалено пам'ятник Леніну[46][47]. У 2014 році, до річниці Голодомору — 24 листопада, планується повалити пам'ятники Леніна, які залишилися, по всій області.[48]

- Хмельницька область

1. Хмельницький. Протягом кількох годин повалено одразу три пам'ятники Леніну — два активістами (у парку культури і відпочинку імені Михайла Чекмана та у мікрорайоні Ружична), ще один на території заводу «Новатор» — працівниками заводу.[49]
2. Великий Жванчик. Відбито голову.[50]
3. Волочиськ. Леніну відокремили голову.[51][52][53]
4. Деражня. За рішенням місцевої влади демонтовано пам'ятник Леніну.[51]
5. Дунаївці. Активісти скинули пам'ятник Леніну, відпиляли йому голову та віднесли до райдержадміністрації.[54][55]
6. Ізяслав. Повалено пам'ятник Леніну.[56]
7. Красилів. Демонтовано пам'ятник Леніну.[57]
8. Старокостянтинів. За рішенням місцевої влади демонтовано пам'ятник Леніну.[51]
9. Чорниводи. Повалено пам'ятник Леніну
10. Ярмолинці. Повалено пам'ятник Леніну.[58]

- Черкаська область

1. Баштечки, Повалено пам'ятник Леніну.[джерело?]
2. Буки. Демонтовано пам'ятник Леніну.[джерело?]
3. Ватутіне. Демонтовано пам'ятник Леніну.[джерело?]
4. Жашків. За допомогою крана демонтовано пам'ятник Леніну.[59]
5. Жовнине. Демонтовано пам'ятник Леніну.[джерело?]
6. Івахни, Монастирищенський район.[джерело?]
7. Корсунь-Шевченківський. Демонтовано пам'ятник Леніну.[60][61]
8. Цибулів, Монастирищенський район. Демонтовано пам'ятник Леніну. Під час демонтажу пам'ятник розпався на шматки.[джерело?]

- Чернівецька область

1. Костичани. Невідомі знищили погруддя Леніна.[62]

- Чернігівська область

Безголовий Ленін у Стольному

1. Прилуки. За допомогою крану та вантажівки «Урал» демонтовано пам'ятник Леніну.[63]
2. Чернігів. Повалено пам'ятник Леніну.[64]

#### 22 лютого 2014
- Вінницька область

1. Агрономічне, Вінницький район. Повалено пам'ятник Леніну.
2. Бершадь. Демонтовано і вивезено пам'ятник Леніну.
3. Війтівка. Повалено пам'ятник Леніну.[65]
4. Жмеринка. Повалено два пам'ятники Леніну.
5. Кирнасівка. Повалено пам'ятник Леніну.[66]
6. Летківка. Кам'яного Ілліча було знесено.[66]
7. Літин. Повалено пам'ятник Леніну.
8. Могилівка, Жмеринський район. Демонтовано погруддя Леніну.
9. Муровані Курилівці. Повалено пам'ятник Леніну.
10. Соболівка. Повалено пам'ятник Леніну.[67]
11. Теплик. Скинуто пам'ятник Леніну. На постаменті залишено напис червоною фарбою «Кат України».[68]
12. Тиврів. Демонтовано пам'ятник Леніну.
13. Тростянець. Місцевими жителями повалено пам'ятник Леніну.[66]
14. Уланів. Повалено пам'ятник Леніну.[66]
15. Шаргород. Повалено пам'ятник Леніну.
16. Шпиків. Повалено пам'ятник Леніну.

- Волинська область

1. Велика Глуша — пам'ятник зруйновано 22 лютого 2014 року[69], перед тим у ніч з 9 на 10 грудня 2013 року йому домалювали червоні чоботи та написали «Кат».[70]

- Дніпропетровська область

1. Дніпро. Активісти зібралися 21 лютого о 18:00 на площі Леніна з метою повалити пам'ятник. Близько 20-ї години на площі розпочалися збори територіальної громади міста. Збори одностайно ухвалили такі рішення:
  - Знести пам'ятник Леніну згідно з указами Президентів України про знищення символів тоталітаризму та осіб, причетних до організації Голодомору 1932—1933 років.
  - Перейменувати площу Леніна у площу Героїв Майдану.
  - Протягом 6 годин активісти намагалися повалити пам'ятник вручну, але це не давало результатів, адже вага одного лише пам'ятника близько 25 тонн. Були постійні спроби відшукати важку техніку, але власники та водії боялися брати участь у цій події. Лише о 00:15 приїхав кран, котрий, у підсумку, не брав участі в поваленні пам'ятнику. Приблизно о 00:50 активістам вдалося повалити пам'ятник своїми силами, після того як одна з ніг була підпиляна болгаркою.[64]

1. Дніпродзержинськ. Повалено пам'ятник Леніну.[71]
2. Кривий Ріг. Повалено пам'ятник Леніну на проспекті Металургів та обезголовлено пам'ятник Леніну у парку залізничників біля станції «Кривий Ріг Головний».
3. Нікополь. Повалено пам'ятник Леніну.
4. Апостолове. Демонтовано пам'ятник Леніну.
5. П'ятихатки. Демонтовано пам'ятник Леніну.[72]

- Донецька область

1. Красноармійськ. Демонтовано бюст Леніну.[73]

- Житомирська область

1. Андрушівка. Демонтовано пам'ятник Леніну. Міський голова підтримав цю ідею.
2. Баранівка. Демонтовано пам'ятник Леніну.
3. Бердичів. Повалено пам'ятник Леніну.[74]
4. Хорошів. Повалено погруддя Леніна.
5. Житомир. Повалено Леніна на вул. Жуйко.[75]
6. Коростень. Демонтовано пам'ятник Леніну. Міський голова підтримав цю ідею.[76]
7. Малин. Повалено два пам'ятники Леніну: на центральній площі міста[77][78] та в районі паперової фабрики.[78]
8. Романів. Повалено два пам'ятники Леніну[79]. Один на центральній площі та погруддя поблизу Романівського склозаводу
9. Степанівка. За даними редакції «Народної трибуни», у суботу, близько 15:00 невідомі особи в кількості 10-15 осіб приїхали в Степанівку і за хвилину-дві розбили на друзки пам'ятник.[80]
10. Червоноармійськ. «Ленінопад» таки не оминув Червоноармійська.[81]
11. Чуднів. Повалено пам'ятник Леніну.[79]
12. Яблунець. За даними редакції «Народної трибуни», невідомі особи в кількості 10-15 осіб, найімовірніше, знищили погруддя вождя пролетаріату.[80]

- Закарпатська область

1. Ганичі. Демонтовано пам'ятник Леніну. Деякі ЗМІ вважали цей пам'ятник останнім в області, однак 24 лютого у Чопі було повалено черговий пам'ятник Леніну.[82]

- Запорізька область

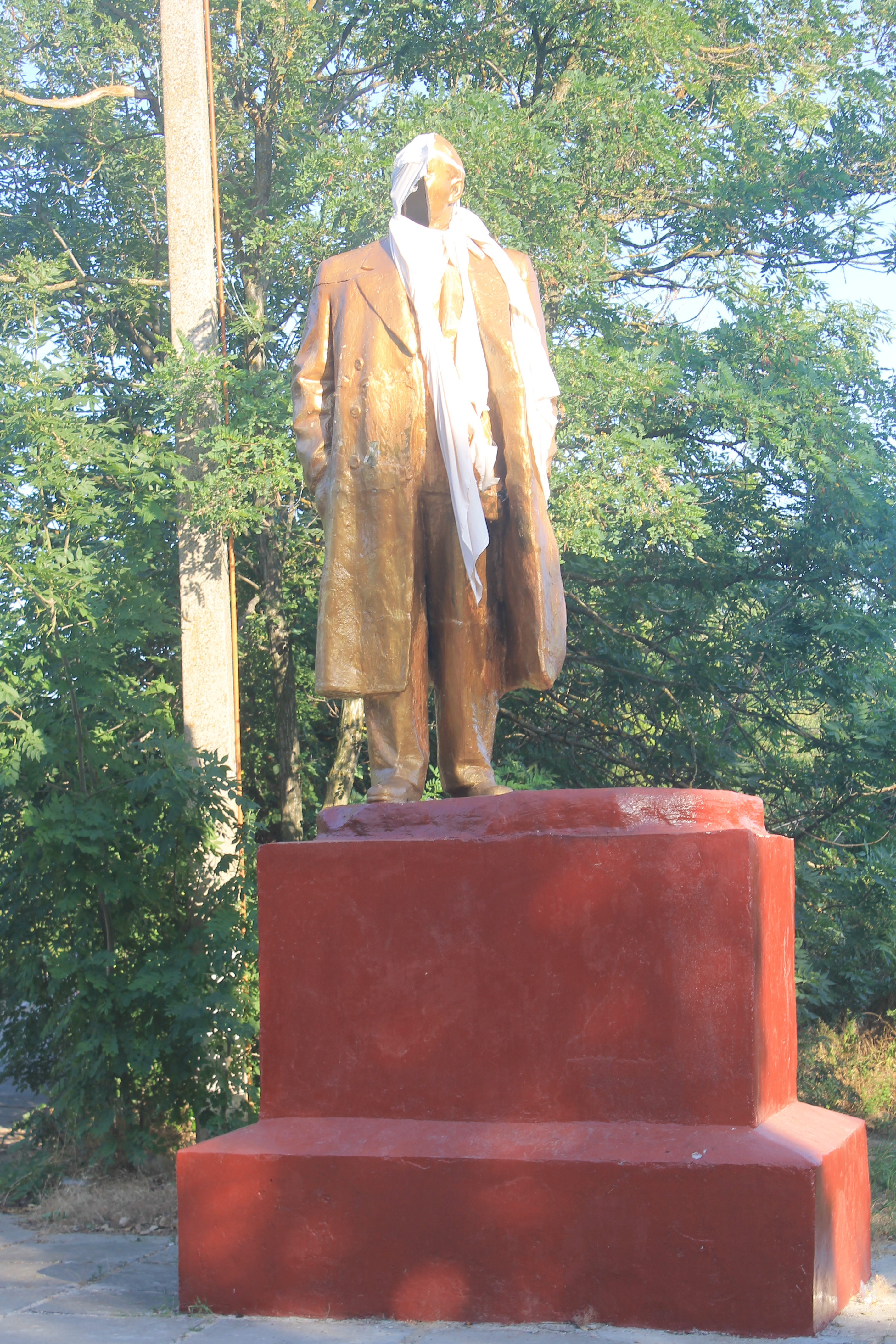
Пошкоджений пам'ятник Леніну в Кирилівці

1. Запоріжжя. Повалено бюст Леніна біля ДК «Дробязко», який є одним з корпусів Запорізького національного університету.[83]
2. Балабине. Повалено пам'ятник Леніну.[84]
3. У Бердянську люди в камуфляжі повалили пам'ятник Леніну.[85][86].
4. Мелітополь − перше місто в Запорізькій області, в якому влада почала зносити пам'ятники Леніну.

- Кіровоградська область

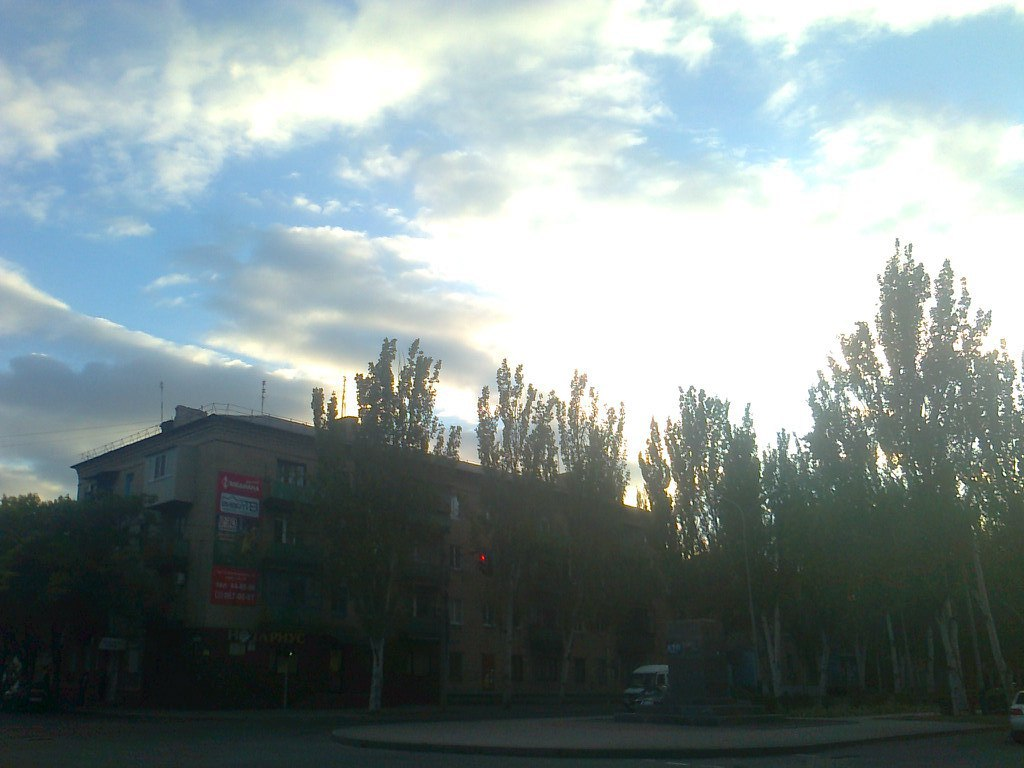
Мелітополь

1. Кропивницький. Повалено пам'ятник Леніну.[87]
2. Гайворон. Демонтовано пам'ятник Леніну.[88]
3. Добровеличківка. Ліквідовано пам'ятник Леніну.[88]
4. Олександрівка. Повалено пам'ятник Леніну.[88]
5. Олександрія. Повалено два пам'ятники Леніну: на центральній площі Леніна[89] та біля вокзалу.[88]
6. Пантаївка. Повалено пам'ятник Леніну.[90]
7. Помічна, Добровеличківський район. Скинуто пам'ятник Леніну.[88]
8. Цибулеве. Повалено пам'ятник Леніну.[91]
9. Знам'янка. Повалено два пам'ятники.[92][93]

- Київ

1. Повалено пам'ятник Леніну на вулиці Старовокзальній, колишній території заводу «Ленінська кузня».[94]

- Київська область

1. Ржищів. Повалено пам'ятник Леніну.[95]
2. Кагарлик. Повалено пам'ятник Леніну.[96][97][98]
3. Ставище. В ніч з 13 на 14 серпня 2008 року демонтовано[99][100], що спричинило суспільні дискусії[101]. Перенесено із центра селища до парку поблизу будівлі місцевого музею[102]. Остаточно повалено під час Ленінопаду.[103]
4. Тетіїв. Демонтовано пам'ятник Леніну.[104]
5. Богуслав. Демонтовано за допомогою крану пам'ятник Леніну з постаменту.[105]
6. Баришівка. Демонтовано пам'ятник Леніну.[106]
7. Ірпінь. Повалено пам'ятник Леніну.[107][108]
8. Бишів. Повалено пам'ятник Леніну.[109]
9. Немішаєве. Повалено пам'ятник Леніну.[110]
10. Пісківка. Демонтовано погруддя Леніна.[110]

- Миколаївська область

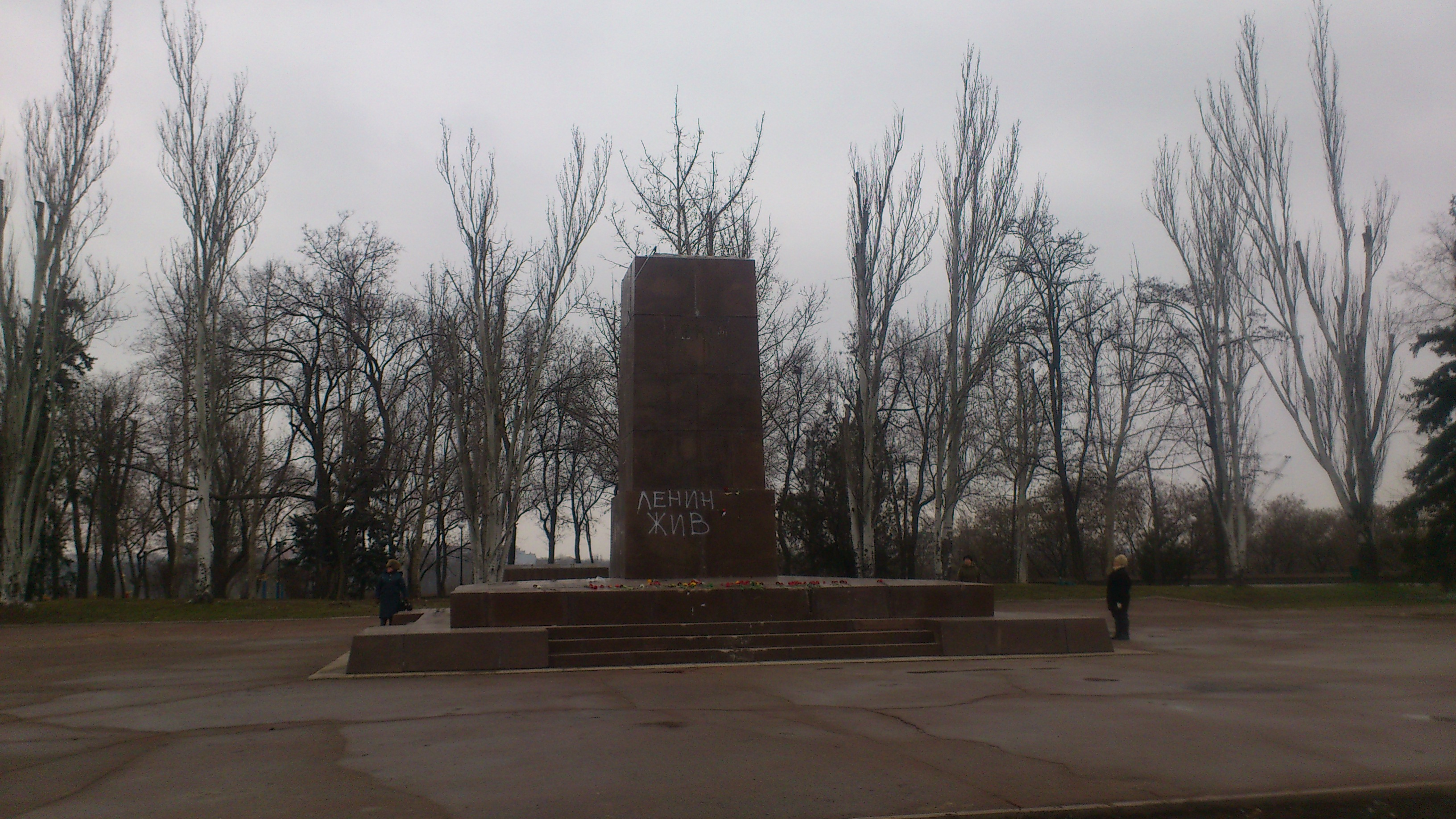
Постамент від пам'ятника в Миколаєві через 3 дні після знесення

1. 21-22 лютого зруйновано пам'ятник Леніну в мікрорайоні Варварівка в м. Миколаїв.[111]
2. Демонтовано пам'ятник Леніну на головній площі Миколаєва.[112][113]

- Одеська область

1. Саврань. Повалено пам'ятник Леніну в міському парку.[114]
2. Кілія. Повалено пам'ятник Леніну в міському парку.

- Полтавська область

1. Березова Рудка. Повалено пам'ятник Леніну.[115]
2. Гадяч. Демонтовано пам'ятник Леніну[116]. Пам'ятник здали на металобрухт і на виручені гроші купили автомобілі для бійців.[117]
3. Градизьк. Демонтовано пам'ятник Леніну.
4. Зубані. Повалено пам'ятник Леніну.[118]
5. Лубни. Демонтовано пам'ятник Леніну за рішенням міського голови.[119].
6. Пирятин. За рішенням Пирятинської районної ради демонтовано два пам'ятники Леніну.[115]
7. Миргород. Повалено пам'ятник Леніну.[120][121]
8. Решетилівка. Знесено за рішенням місцевої влади та громади. Під час демонтажу Ленін розпався на шматки, коли задіяли техніку. На постаменті залишилось лише взуття.[122]
9. Шишаки. Демонтовано пам'ятник Леніну.

- Сумська область

1. Суми. Демонтовано останній пам'ятник Леніну в місті на масиві Дуровщина.[123]
2. Недригайлів. Повалено пам'ятник Леніну.

- Херсонська область

1. Херсон. Повалено пам'ятник Леніну.[124]

- Хмельницька область

1. Голенищеве, Чемеровецький район. Повалено погруддя Леніну.
2. Нова Ушиця. Прибрано пам'ятник Леніну.
3. Олешин. Повалено пам'ятник Леніну.
4. Понінка, Полонський район. Повалено пам'ятник Леніну.
5. Сатанів. Повалено пам'ятник Леніну.
6. Святець. Зруйновано пам'ятник Леніну.
7. Теофіполь. Зруйновано пам'ятник Леніну.
8. Чемерівці. Повалено пам'ятник Леніну.
9. Чорний Острів. Зруйновано пам'ятник Леніну.

Деражнянський район Хмельницької області:
1. Вовковинці. Повалено пам'ятник Леніну.
2. Галузинці. Повалено пам'ятник Леніну.
3. Городище. Повалено пам'ятник Леніну.
4. Гришки. Повалено пам'ятник Леніну.
5. Згарок. Повалено пам'ятник Леніну.
6. Зяньківці. Повалено пам'ятник Леніну.
7. Копачівка. Повалено пам'ятник Леніну.
8. Пилипи. Повалено пам'ятник Леніну.
9. Радівці. Повалено пам'ятник Леніну.
10. Теперівка. Повалено пам'ятник Леніну.
11. Яблунівка. Повалено пам'ятник Леніну.
12. Яськівці. Повалено пам'ятник Леніну.

- Черкаська область

1. Бабанка, Уманський район. Скинуто пам'ятник Леніну.[125]
2. Звенигородка. Демонтовано пам'ятник Леніну.[126]
3. Здобуток, Тальнівський район. Демонтовано погруддя Леніну.[127]
4. Золотоноша. Демонтовано пам'ятник Леніну за рішенням міської ради.[128]
5. Канів. Демонтовано пам'ятник Леніну.[129]
6. Колодисте, Тальнівський район. Демонтовано пам'ятник Леніну.[130]
7. Лисянка. Повалено пам'ятник Леніну.
8. Маньківка. Демонтовано пам'ятник Леніну.[131]
9. Монастирище. Демонтовано пам'ятник Леніну.[132]
10. Сміла. Повалено пам'ятник Леніну.[133]
11. Умань. Повалено пам'ятник Леніну.[134]
12. Христинівка. Повалено пам'ятник Леніну.
13. Чорнобай. Демонтовано пам'ятник Леніну.[135]
14. Шпола. Демонтовано пам'ятник Леніну.[136]

- Чернігівська область

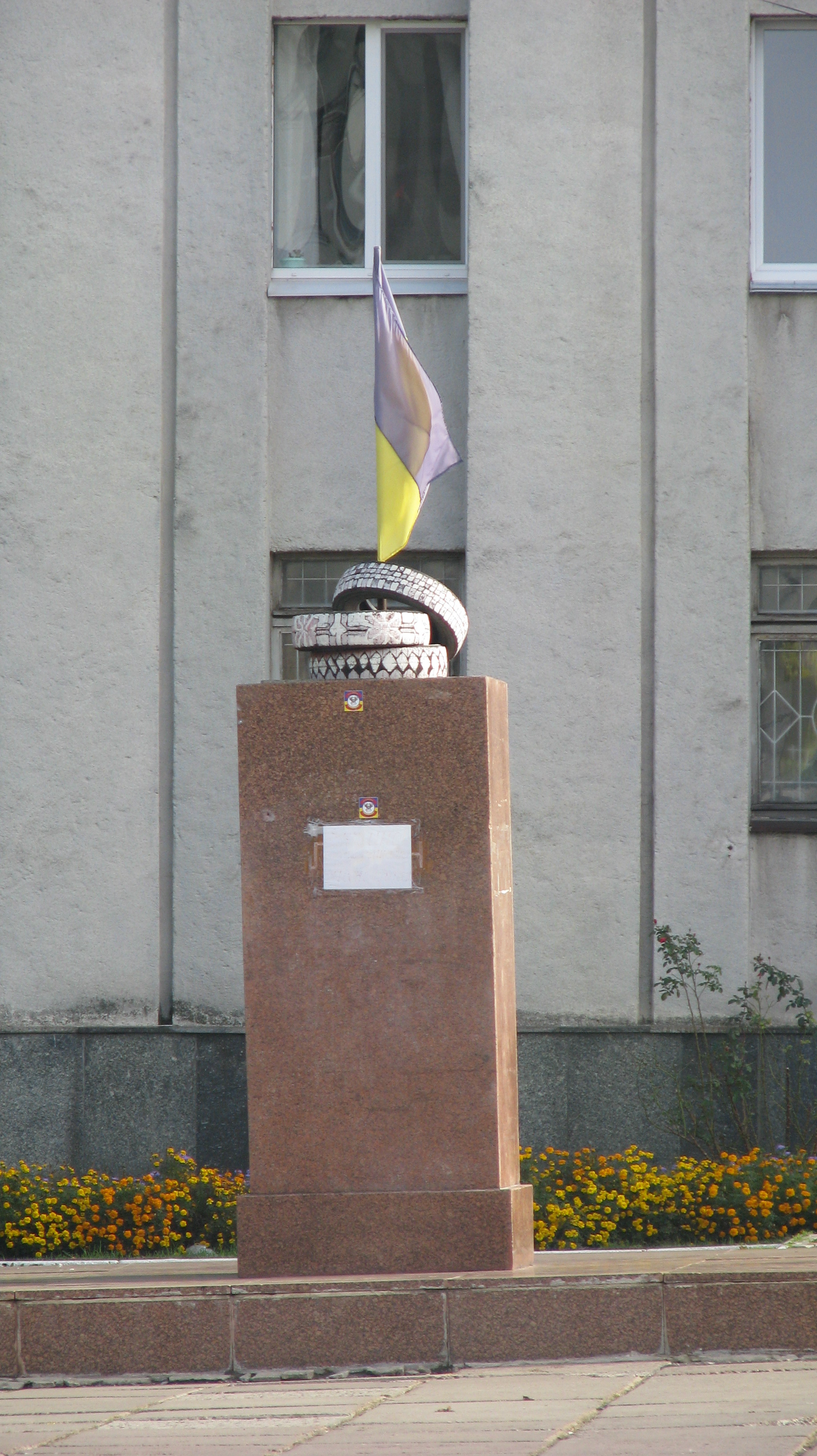
Постамент пам'ятника Леніну у Ніжині

1. Авдіївка, Сосницький район. Демонтовано пам'ятник Леніну, що вже декілька років знаходився в аварійному стані. Зносили пам'ятник місцеві жителі.[137]
2. Бахмач. Демонтовано пам'ятник Леніну за рішенням міської ради.[138]
3. Борзна. Повалено пам'ятник Леніну.[139]
4. Варва. Демонтовано пам'ятник Леніну за ініціативи місцевих підприємців.[137]
5. Дмитрівка. Повалено пам'ятник Леніну.
6. Іржавець, Носівський район. Повалено погруддя Леніна[137]. Пам'ятник зніс власною «Нивою» місцевий житель Олег Контурко, колишній помічник лісничого.[140]
7. Ковчин, Куликівський район. Повалено погруддя Леніна.[137]
8. Козелець. Повалено пам'ятник Леніну.[138]
9. Куликівка. Повалено пам'ятник Леніну.[137]
10. Лемеші, Козелецький район. Повалено пам'ятник Леніну. На постаменті залишилися ноги вище колін[137]. Пам'ятник постраждав уже не раз (довгий час стояв із відламаною рукою, а згодом і з відстреленим носом) і був відреставрований лише напередодні.[138]
11. Лосинівка, Ніжинський район. Демонтовано пам'ятник Леніну.[137]
12. Мена. Повалено пам'ятник Леніну.[137]
13. Ніжин. Демонтовано два пам'ятники Леніну.[137][141]
14. Остер. Повалено пам'ятник Леніну.[137]
15. Ріпки. Скинуто пам'ятник Леніну[142]. У вождя відірвалася права рука.
16. Халимонове. Повалено пам'ятник Леніну.
17. Добрянка. Леніну відірвали голову.

#### 23 лютого 2014
- АР Крим

1. Привітне. Знесено пам'ятник Леніну, розташований у сквері.[143]
2. Рибаче. Демонтовано бюст Леніну.[144]

- Вінницька область

1. Крижопіль. Повалено пам'ятник Леніну.
2. Пиків. Невідомими повалено пам'ятник Леніну.
3. Ободівка, Тростянецький район. Невідомими повалено пам'ятник Леніну.

- Дніпропетровська область

1. Царичанка. Повалено пам'ятник Леніну.[145]
2. Кривий Ріг. Повалено пам'ятник Леніну на житломасиві Макулан та демонтовано пам'ятник Леніну біля управління ПАТ «АрселорМіттал Кривий Ріг».

- Житомирська область

1. Радомишль. Повалено пам'ятник Леніну.[146]
2. Потіївка. Повалено пам'ятник Леніну.[147]
3. Попільня. Повалено пам'ятник Леніну.

- Запорізька область

1. Гуляйполе. Знесено пам'ятник Леніну. Невідомі повалили монумент вождя у дворі місцевої школи (залишилося ще два монументи вождю: на центральній площі міста та біля управління ДАІ).[148]

- Київ

1. Невідомі повалили невелике погруддя Леніна, встановлене на території колишнього заводу Рем-дизель.[149]
2. Демонтований пам'ятник на території заводу «Електроприлад» на Глибочицькій вулиці, 17.[150]

- Кіровоградська область

1. Голованівськ. Повалено пам'ятник Леніну.[88]
2. Мала Виска. Демонтовано пам'ятник Леніну.[88]
3. Новоукраїнка. Демонтовано пам'ятник Леніну.[151]
4. Світловодськ. Один пам'ятник Леніну демонтовано[152], ще один — повалено.[153]
5. Суботці. Повалено пам'ятник Леніну.[88]

- Луганська область

1. Лисичанськ. Повалено один із пам'ятників Леніну.[154]

- Миколаївська область

1. 22-23 лютого демонтовано пам'ятники Леніну в смт. Березнегувате та середній школі № 3 м. Миколаїв на вул. Чкалова.[155]
2. Демонтовано пам'ятники Леніну в Снігурівці, Новій Одесі, Вознесенську[156] та Баштанці.[157][158][159][160]

- Одеська область

1. Білгород-Дністровський. Повалено бюст Леніну.[161]
2. Любашівка. Невідомими скинуто погруддя Леніну на центральній площі[162], незабаром погруддя Леніна зникло.[163]
3. Одеса. Одному з Ленінів у парку ім. Ленінського комсомолу відбили голову.[164]

- Полтавська область

1. Андріївка, Хорольський район. Зруйновано пам'ятник Леніну.[165]
2. Глобине. Повалено два пам'ятники Леніну.
3. Диканька. Скинуто пам'ятник Леніну разом із постаментом.
4. Кобеляки. Повалено пам'ятник Леніну.[166][167]
5. Котельва. Повалено пам'ятник Леніну. Фігура розтрощена на шматки.[168]
6. Лохвиця. Демонтовано пам'ятник Леніну.[169]
7. Машівка. Повалено пам'ятник Леніну.[170],[171]
8. Нові Санжари. Повалено пам'ятник Леніну.[172]
9. Оржиця. Демонтовано пам'ятник Леніну.[173]

- Рівненська область

1. с. Новоукраїнка, Млинівський район. Повалено пам'ятник Леніну.

- Сумська область

1. Буринь. Демонтовано пам'ятник Леніну.[174]
2. Кириківка. Повалено пам'ятник Леніну.
3. Конотоп. Повалено пам'ятник Леніну.[175]
4. Краснопілля. Повалено пам'ятник Леніну.
5. Кролевець. Повалено 2 пам'ятники Леніну.
6. Лебедин. Повалено пам'ятник Леніну.
7. Охтирка. Повалено пам'ятник Леніну. В Охтирці в лютому 2013 року пам'ятник Леніну був знесений групою прихильників ВО «Свобода» на чолі з народним депутатом України Ігорем Мірошниченком. У березні прихильники КПУ встановили новий пам'ятник, відновивши його за рахунок власних коштів, а також пожертв жителів і комуністів Охтирки, Конотопа, а також інших населених пунктів Сумської та Чернігівської областей. Зокрема, харківський міський голова Геннадій Кернес перерахував 5 тис. грн на відновлення пам'ятника Леніну в Охтирці.[176]
8. Тростянець. Повалено пам'ятник Леніну. Для повалення скульптури знадобилось два вантажних крани, оскільки бронзова статуя важить 3,5 тонни.[176]

- Херсонська область

1. Нова Каховка. За рішенням місцевої влади демонтовано пам'ятник Леніну.[177][178]
2. Цюрупинськ. Повалено пам'ятник Леніну.[179][180]
3. Новотроїцьке. Прибрано пам'ятник Леніну.

- Хмельницька область

1. Балин, Дунаєвецький район. Зруйновано погруддя Леніна.[181][182]
2. Віньківці. Повалено пам'ятник Леніну.[183]
3. Залісці, Дунаєвецький район. Зруйновано пам'ятник Леніну.[184][185]
4. Летава, Чемеровецький район. Демонтовано пам'ятник Леніну.[186]
5. Чаньків, Дунаєвецький район. Повалено пам'ятник Леніну.[187][188]
6. Чотирбоки, Шепетівський район. Повалено пам'ятник Леніну.
7. Мала Побіянка, Дунаєвецький район. Повалено пам'ятник Леніну.[189]

- Черкаська область

1. Кам'янка. Повалено пам'ятник Леніну.
2. Кочержинці, Уманський район. Повалено пам'ятник Леніну.

- Чернівецька область

1. Тарасівці. Повалено пам'ятник Леніну.

- Чернігівська область

1. Носівка. Демонтовано пам'ятник Леніну.
2. Сосниця. Демонтовано пам'ятник Леніну.[190]
3. Кобижча. Повалено пам'ятник Леніну.
4. Нова Басань. Повалено пам'ятник Леніну.

#### 24 лютого 2014
- АР Крим

1. Зуя. Знесено пам'ятник Леніну.[191][192]

- Вінницька область

1. Піщанка. Демонтовано пам'ятник Леніну.[193]
2. Ямпіль. Демонтовано іще один пам'ятник Леніну.[194]

- Дніпропетровська область

1. Верхньодніпровськ. Демонтовано пам'ятник Леніну.[195]
2. Кринички. Повалено пам'ятник Леніну.[196]
3. Магдалинівка. Демонтовано пам'ятник Леніну.[197]
4. Перещепине. Невідомими демонтовано пам'ятник Леніну[198][199]. За повідомленням Р. Русанова від 24.02.2014. Даний монумент влітку 2012 р. було відновлено коштами комуністів та їх прихильників у Новомосковському районі.[200]
5. Петриківка. Демонтовано пам'ятник Леніну.[201]

- Житомирська область

1. Баранівка. Близько 12:00 Леніна, який розташовувався на центральній однойменній вулиці міста, зняли з постаменту за допомогою крану згідно з рішенням сесії Баранівської міської ради[202]. Тоді ж було демонтовано пам'ятник Горькому.[203][204]
2. Ставки Місцевий сільський голова особисто за допомогою крана зняв монумент Леніну. На звільненому місті планується встановити пам'ятник Тарасові Шевченку з нагоди його 200-річчя.[205][206]
3. Звягель.[207]
4. Овруч. Пам'ятник демонтували на очах великої кількості овручан, які прийшли подивитись на подію.[208][209]
5. Першотравневе, Овруцький район. Повалено пам'ятник Леніну.
6. Ружин. Демонтовано пам'ятник Леніну.
7. Черняхів. Демонтовано пам'ятник Леніну за рішенням місцевих органів влади.

- Закарпатська область

1. Чоп. Повалено перенесений раніше пам'ятник Леніну.[210][211]

- Запорізька область

1. Матвіївка Вільнянський район або Веселівський район Сільрада демонтувала монумент, який було сховано «задля збереження від загрози вандалізму».[212]

- Київ

1. Робітники Дарницького вагоноремонтного заводу самі демонтували пам'ятник Леніну на площі перед заводоуправлінням і відвезли його на зберігання на територію заводу.[213]

- Кіровоградська область

1. Гайворон. Демонтовано пам'ятник Леніну за рішенням місцевих органів влади.

- Луганська область

1. Великоцьк, Міловський район. Невідомими повалено пам'ятник Леніну.[214]

- Миколаївська область

1. Демонтовано пам'ятник Леніну в Первомайську.[215][216]
2. Вночі повалено пам'ятник Леніну в селищі Первомайське.[217]
3. У Доманівці пам'ятник Леніну зняли самі ж комуністи.[218]
4. Пам'ятник Леніну демонтовано у Веселиновому.[219]
5. У Гур'ївці Новоодеського району.[220]

- Одеська область

1. Ананьїв. За ініціативою місцевих комуністів демонтовано пам'ятник Леніну.[221]
2. Балта. За рішенням депутатів міської ради демонтовано пам'ятник Леніну.[222]
3. Велика Михайлівка. Члени районної організацій Компартії України самостійно демонтували і сховали пам'ятник Леніну.[162].
4. Кілія. Вночі невідомі знесли пам'ятник Леніну.[223][224]
5. Роздільна. Знесено пам'ятник Леніну.[225]
6. Фрунзівка. Члени районної організацій КПУ самостійно демонтували і сховали пам'ятник Леніну.
7. Червонознам'янка[226]

- Полтавська область

1. Зіньків. Демонтовано пам'ятник Леніну за рішенням депутатів міської ради.[227]
2. Карлівка. Демонтовано пам'ятник Леніну за рішенням місцевої влади.[228]
3. Кременчук. Офіційно демонтовано два пам'ятники Леніну — на центральній площі міста[229] і біля прохідної Крюківського вагонобудівного заводу на вулиці Приходька.[230]
4. Опішня, Зіньківський район. Рішення про демонтаж ухвалила сесія селищної ради, утім невідомі повалили пам'ятник раніше, ніж це мали зробити комунальні служби.[231]
5. Хорол. Демонтовано пам'ятник Леніну.[165]

- Сумська область

1. Ромни. Повалено пам'ятник Леніну.[232]

- Херсонська область

1. Гола Пристань. Демонтовано пам'ятник Леніну за рішенням влади з ініціативи місцевих мешканців.[233]
2. Нововоронцовка. Демонтовано пам'ятник Леніну.[234]

- Хмельницька область

1. Княжпіль. Невідомі активісти вночі розтрощили погруддя Леніна.
2. Стара Синява. Повалено пам'ятник Леніну.
3. Сатанів. Повалено пам'ятник Леніну.
4. Іванківці Городоцький район. Демонтовано 24.02.2014 відповідно до відомостей із відповіді Хмельницької ОДА на запит ГО «Центр UA» № 100/22-41-5764/2015 від 20.11.2015.[235]
5. Лісоводи, Городоцький район. Демонтовано пам'ятник Леніну.[236]. Демонтовано 24.02.2014 відповідно до відомостей із відповіді Хмельницької ОДА на запит ГО «Центр UA» № 100/22-41-5764/2015 від 20.11.2015.[235]

- Черкаська область

1. Доброводи, Уманський район. Демонтовано пам'ятник Леніну.[237]
2. Драбів. Демонтовано пам'ятник Леніну.
3. Катеринопіль. Демонтовано пам'ятник Леніну.[238]

- Чернігівська область

1. Ічня. Демонтовано пам'ятник Леніну за допомогою крана.[239]
2. Холми, Чернігівська область. Бюст, повалено (орієнтовно у лютому-березні 2014 р.).[240][241]

#### 25 лютого 2014
- Вінницька область

1. Глинськ, Калинівський район. Знесено пам'ятник Леніну.
2. Чуків, Немирівський район. Зруйновано пам'ятник Леніну. На постаменті залишились лише ноги вождя.

- Дніпропетровська область

1. Павлоград. У дворі однієї з місцевих шкіл невідомі розбили бетонну композицію «Ленін з дітьми», відламавши у фігури вождя тулуб.[242][243]
2. Марганець. Відбили голову Леніну біля будівлі вокзалу.[244]

- Житомирська область

1. Новопіль, Черняхівський район. Повалено пам'ятник Леніну.
2. Верхівня. Бюст, повалено.[245]
3. Вільськ. Демонтовано.[246]

- Київська область

1. Русанів. Повалено пам'ятник Леніну.
2. Кодаки, Васильківський район. Повалення пам'ятника Леніну.

- Кіровоградська область

1. Новомиргород. Демонтовано пам'ятник Леніну.[247]

- Луганська область

1. Шульгинка, Старобільський район. Невідомими знесено та вивезено пам'ятник Леніну.[248]

- Миколаївська область

1. Криве Озеро. Демонтовано пам'ятник Леніну.
2. Пам'ятник Леніну вночі демонтовано у Єланці.[249]

- Одеська область

1. Вилкове, Кілійський район. Повалено пам'ятник Леніну.[250][251]
2. Цебрикове, Великомихайлівський район. Зруйновано пам'ятник Леніну.[252]

1. Полтавська область

Сенча, Лохвицький район. Демонтовано пам'ятник Леніну, що був пошкоджений 16 лютого.
- Сумська область

1. Білопілля. Демонтовано пам'ятник Леніну.[254]

- Херсонська область

1. Каховка. Повалено пам'ятник Леніну.

- Хмельницька область

1. Новосілка, Деражнянський район. Знесено пам'ятник Леніну.
2. Шарівка, Ярмолинецький район. Знесено пам'ятник Леніну.

#### 26-28 лютого 2014
1. 26 лютого — Губник, (Вінницька область). Знесено пам'ятник Леніну.[255]
2. 26 лютого — Дніпро. Комунальники демонтували пам'ятник Леніну біля Будинку культури ім. Ілліча.[256]
3. 26 лютого — Долинська (Кіровоградська область). Демонтовано пам'ятник Леніну.[88]
4. 26 лютого — Петрове (Кіровоградська область). Демонтовано пам'ятник Леніну.[257]
5. 26 лютого — Онуфріївка (Кіровоградська область). Демонтовано пам'ятник Леніну.[258]
6. 26 лютого — Семенівка (Полтавська область). Демонтовано пам'ятник Леніну. Під час демонтажу у вождя відлетіла голова.[259][260][261]
7. 26 лютого — Київ. Ліквідовано пам'ятник Леніну на ДВРЗ[262], біля центральної прохідної Дарницького вагоноремонтного заводу
8. 26 лютого — Тарасівка (Полтавська область). Зруйновано пам'ятник Леніну. На постаменті невідомі залишили напис «Слава Україні».[263]
9. 26 лютого — Чорнобаївка (Херсонська область). Демонтовано пам'ятник Леніну.[264]
10. 26 лютого — Нестерівці (Хмельницька область). Зруйновано погруддя Леніна.
11. 27 лютого — Жовті Води (Дніпропетровська область). Демонтовано пам'ятник Леніну.[265]
12. 27 лютого — Київ, пам'ятник демонтовано на території заводу «Арсенал».[266]
13. 27 лютого — Семенівка (Чернігівська область). Демонтовано пам'ятник Леніну[267]. Відновлено комуністами у серпні 2015 всупереч вимогам закону України «Про засудження комуністичного та націонал-соціалістичного (нацистського) тоталітарних режимів в Україні та заборону пропаганди їх символіки».[268]
14. 28 лютого — Біляївка (Одеська область). Демонтовано пам'ятник Леніну.
15. Худяки, Черкаська область. Демонтовано 28 лютого 2014 р.[269]

Загалом за лютий 2014 року було знесено 320 бюстів та пам'ятників.

## Пам'ятники Леніну знесені починаючи з березня 2014 року

### Березень 2014
1. 2 березня 2014 — Міцівці, Дунаєвецький район, Хмельницька область. Розбито пам'ятник Леніну.[270]
2. 3 березня — Ружичанка, Хмельницький район, Хмельницька область. Демонтований відповідно до рішення сільради.
3. 4 березня 2014 — Покотилівка, Харківська область. Повалено бюст Леніну.[271]
4. 8 березня 2014 — Срібне, Чернігівська область. Повалено пам'ятник Леніну. З 20 на 21 лютого активісти ВО «Свобода» вже намагалися скинути досить великий постамент, закинули мотузку, тягнули Леніна джипом. Але місцеві комуністи підмовили селищну раду ухвалити рішення на загальних зборах селища, яке всіляко затягувалося. Тому друга спроба була успішною і без дискусій.
5. 8 березня 2014 — Пліщин, Хмельницька область. Демонтовано бюст Леніну.[272]
6. 9 березня 2014 — Оратів, Вінницька область. Повалено пам'ятник Леніну.[273]
7. 13 березня 2014 — В'язівок,Черкаська область. Демонтовано пам'ятник Леніну.[274]
8. 16 березня 2014 — Дубівка, Херсонська область. Згідно з повідомленням секретаря Дубівської сільської ради близько 6:00 невідомий зруйнував пам'ятник Леніну біля місцевого будинку культури.[275][276][277]
9. 16-17 березня 2014 — Царедарівка, Миколаївка, Мар'ївка[278] Лозівського району Харківської області. Знесено три пам'ятника Леніну та один Щорсу.[279]
10. 10-21 березня 2014 — Полтавська область. Демонтовано три монументи Леніну в Хорольському районі, два — у населених пунктах Полтавського району, позбавлено пам'ятників Леніну Кобеляцький та Чутівський райони Полтавської області[280]. Білики[281]. Чутове.[282]
11. 26 березня 2014 — Скороходове, Полтавська область. Повалено пам'ятник Леніну.[283]
12. 31 березня 2014 — Станіслав, Херсонська область. Повалено пам'ятник Леніну.[284]
13. Наприкінці місяця — Велика Костромка, Дніпропетровська область. Пам'ятник Леніну на центральній площі села демонтований сільською радою.[285]

### Квітень 2014
1. до 15 квітня 2014 — Берегове, Закарпатська область. Останнього закарпатського Леніна сховали «у надійне місце».[286]

### Травень 2014
1. 1 травня 2014 — Заградівка Великоолександрівського району, Херсонська область. Повалено пам'ятник Леніну.[287]
2. 4 травня 2014 — Шабалинів Коропського району, Чернігівська область. Повалено пам'ятник Леніну.[288]
3. 9 травня 2014 — Лучинець, Вінницька область. Спалено пам'ятник Леніну.[289]
4. 23 травня 2014 — Народичі, Житомирська область. Повалено пам'ятник Леніну.[290]

### Червень 2014
1. Червень 2014 — Великий Луг, Житомирська область. Повалено пам'ятник Леніну.
2. 16 червня 2014 — Десна, Чернігівська область. Повалено пам'ятник Леніну.[291]
3. 17 червня 2014 — Преображенка, Херсонська область. Повалено.[292]
4. 18 червня 2014 — Чаплинка, Херсонська область. Відбито голову пам'ятнику Леніну.[293]
5. 19 червня 2014 — Вадим, залізнична станція, біля села Преображенка. Херсонська область. Впав повністю весь і розсипався.
6. 22 червня 2014 — Великомихайлівка Покровського району, Дніпропетровської область. Зруйновано пам'ятник В. І. Леніну.[294]
7. 24 червня 2014 — Пащенки, Полтавська область. Зруйнований невідомими волинянами, які поверталися зі Сходу України, за допомогою дерев'яної колоди.[295]
8. 27 червня 2014 — Дніпро. Демонтовано стелу біля Дніпропетровської облдержадміністрації при вході до скверу.[296]
9. 27 червня 2014 — Красноармійськ, Донецька область. Повалено.[297]

### Липень 2014
1. 6 липня 2014 — Сушки, Житомирська область. Повалено.[298]
2. 8 липня 2014 — Білозерка, Херсонська область. Повалено.[299]
3. 8 липня 2014 — Червона Слобода, Недригайлівський район, Сумська область. Повалено.[300]
4. 10 липня 2014 — Добропілля, Голопристанський район, Херсонська область. Повалено.[301]
5. 10 липня 2014 — Новомиколаївка, Скадовський район, Херсонська область. Повалено.[301]
6. 10 липня 2014 — Каланчак, Херсонська область. Повалено.[301]
7. 21 липня 2014 — Орлівка, Донецька область. Повалено.[302][303]
8. 28 липня 2014 — Мангуш, Донецька область. Знеголовили. Пошкоджену фігуру вирішили зовсім зняти з постаменту.[304]

### Серпень 2014
1. 5 серпня 2014 — Штепівка, Сумська область. Повалено.[305]
2. 5 серпня 2014 — Щастя, Луганська область. Демонтовано.[306]
3. 6 серпня 2014 — Велика Білозерка, Запорізька область. Три пам'ятники Леніну було знесено: у центрі села (біля районної адміністрації і сільської ради); біля школи № 1; по вулиці Радянській біля Будинку культури Трудової сільської ради.[307]
4. 10 серпня 2014 — Болград, Одеська область. Знесено.[308]
5. 11 серпня 2014 — Кирнички, Одеська область. Знесено.
6. 13 серпня 2014 — Квітневе, Хмельницька область. Демонтовано.[309]
7. 15 серпня 2014 — Маріуполь, Донецька область. Приблизно о 2:00 невідомими за допомогою троса було повалено пам'ятник на площі на перехресті проспектів Леніна (тепер просп. Миру) і Будівельників.[310][311]
8. 15 серпня 2014 — Маріуполь, Донецька область. Відбито верхню частину постаменту біля молокозаводу «Екоіллічпродукт».[312]
9. 16 серпня 2014 — Новоайдар, Луганська область. Демонтовано.[313][314][315][316]
10. 16 серпня 2014 — Лощинівка, Одеська область. Повалено.[317][318]
11. 16 серпня 2014 — Кам'янка, Одеська область. Повалено.[317][318]
12. 16 серпня 2014 — Багате, Одеська область. Повалено.[317][318]
13. 17 серпня 2014 — Новоазовськ, Донецька область. Повалено.[319]
14. 20 серпня 2014 — Новогродівка, Донецька область. Повалено.[320]
15. 20 серпня 2014 — Маріуполь, Донецька область. Демонтовано 2 пам'ятники для реставрації.[321]
16. 22 серпня 2014 — Бобринець, Кіровоградська область. Демонтовано.[322]
17. 22 серпня 2014 — Кривий Ріг, Дніпропетровська область. Знеголовили пам'ятник Леніну біля Будинку культури шахти «Родіна».[323]
18. 23 серпня 2014 — Сєвєродонецьк, Луганська область. Повалено.[324]
19. 23 серпня 2014 — Кумачове, Донецька область. Повалено.[325]
20. 24 серпня 2014 — Бердянськ, Запорізька область. Демонтовано пам'ятник на «Азовмаші» начебто на реставрацію.[326]
21. 24 серпня 2014 — Турчинці, Хмельницька область. Скинуто з постаменту. На постаменті напис «Слава Україні».[327]
22. 24 серпня 2014 — Павлоград, Дніпропетровська область. Повалено.[328][329]
23. 24 серпня 2014 — Вознесенське, Черкаська область. Знеголовили.
24. 25 серпня 2014 — Березівка, Одеська область. Повалено.[330]
25. 25 серпня 2014 — Димитров, Донецька область. Повалено.[331]
26. 25 серпня 2014 — Харків. Повалено пам'ятник в районі ХТЗ.[332]
27. 25 серпня 2014 — Харків. Знеголовлено пам'ятник перед будівлею БК Ілліча в районі «Баварія».[333][334]
28. 25 серпня 2014 — Покровське, Дніпропетровська область. Демонтовано.[335][336]
29. 25 серпня 2014 — Миколаїв. Демонтовано пам'ятник у дворі Чорноморського державного університету.[337]
30. 26 серпня 2014 — Кривачинці, Хмельницька область. Повалено.
31. 26 серпня 2014 — Маріуполь. Демонтовано.[338]
32. 28 серпня 2014 — Тернівка, Дніпропетровська область. Демонтовано.[339]
33. 28 серпня 2014 — Лисичанськ, Луганська область. Відбито голову.[340]
34. 30 серпня 2014 — Благодатне, Черкаська область. Повалено.[341]
35. 31 серпня 2014 — Свеса, Сумська область. Повалено.[342]

### Вересень 2014

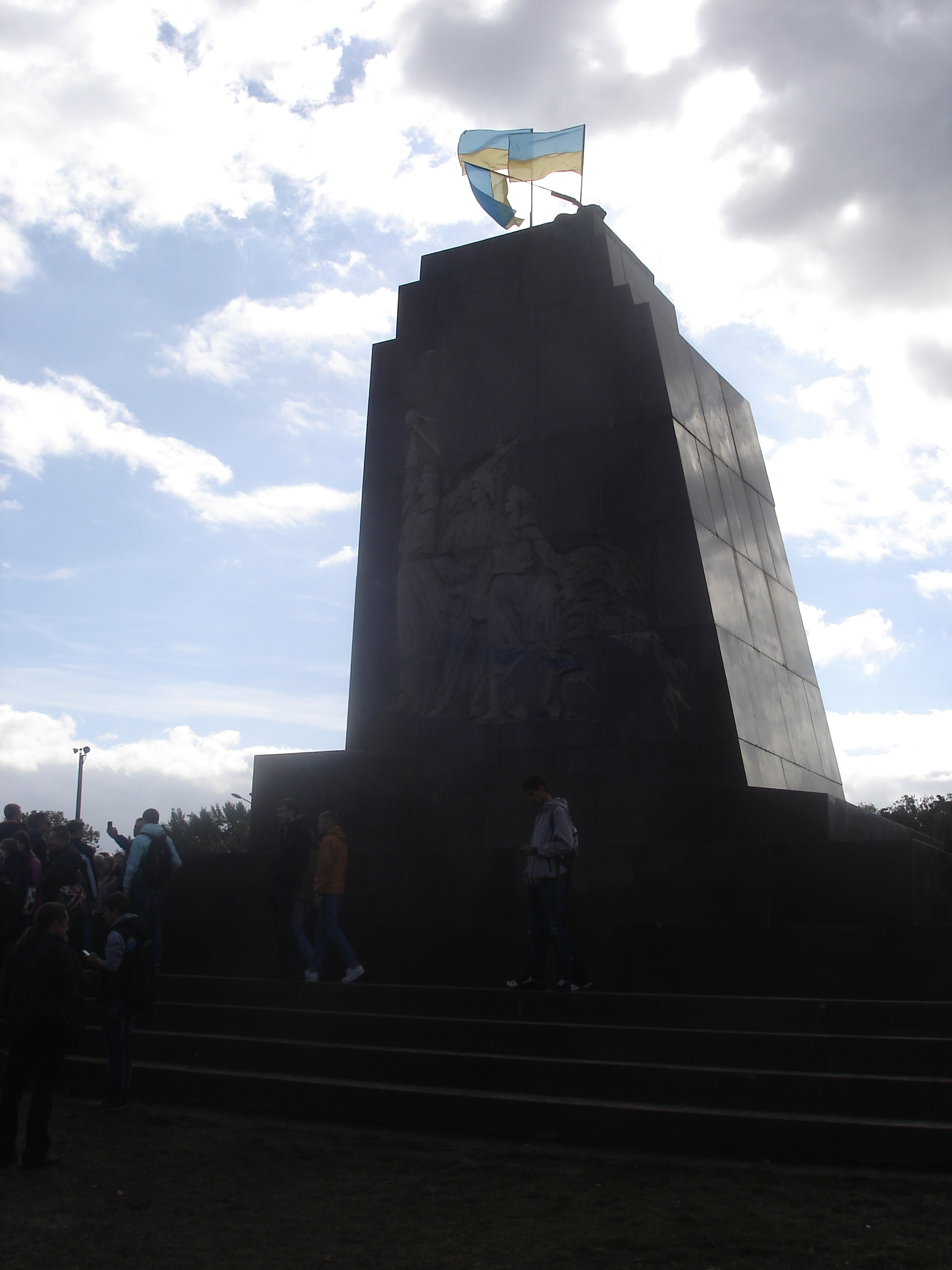
Постамент без статуї Леніну на майдані Свободи. Харків, 29 вересня 2014 року

1. 1 вересня 2014 — Маріуполь, Донецька область. Демонтовано барельєфну дошку з зображенням Леніна.[343]
2. 12 вересня 2014 — Харків. В одну ніч повторно зруйновано два раніше відновлені пам'ятники Леніну: в районі ХТЗ, що біля Орджонікідзевского райсуду та в Карпівському саду в Жовтневому районі м. Харкова.[344]
3. 13 вересня 2014 — Дорожнянка, Гуляйпільський район, Запорізька область. За повідомленням мешканця села Олега Безштанька до місцевої газети «Районки», місцевий пам'ятник вождеві пролетаріату було демонтовано увечері: до сільського клубу під'їхали джип та БТР, які і завалили монумент[345]. У міліції підтвердили факт знесення монумента.[346]
4. 14 вересня 2014 — Костянтинівка, Херсонська область. Пам'ятник зруйнували так, що він відновленню не підлягає.[347]
5. 17 вересня 2014 — Старий Салтів, Харківська область. Зруйновано.[348].
6. 10 — 17 вересня 2014 — Костянтинівка, Донецька область. Невідомі повалили і пошкодили бюст Леніна, що знаходився в парку Металург.[349]
7. 21 вересня 2014 — Пасицели (Балтський район), Одеська область. Повалено.[350]
8. 21 вересня 2014 — Каїри, Херсонська область.
9. 27 вересня 2014 — Новоаврамівка, Полтавська область. Повалено.[351]
10. 28 вересня 2014 — Харків. Після підписання розпорядження головою Харківської ОДА про демонтаж, о 22:25 активісти повалили пам'ятник Леніну на головній площі міста — площі Свободи. Акція тривала понад 6 годин.[352]
11. 29 вересня 2014 — Дергачі, Харківська область. Повалено.[353]
12. 29 вересня 2014 — Стара Ушиця, Хмельницька область. Повалено.[354]
13. 30 вересня 2014 — Сватове, Луганська область. Демонтовано.[355][356]
14. 30 вересня 2014 — Ізюм, Харківська область. На території тепловозоремонтного заводу. Зруйновано.[357]

### Жовтень 2014
1. 1 жовтня — Сєвєродонецьк, Луганська область. Демонтовано.[358]
2. 1 жовтня — Нові Білокоровичі, Житомирська область. Відбито голову. На початку квітня 2015 року повністю демонтований.[359]
3. 2 жовтня — Кривий Ріг, Дніпропетровська область. В ніч на 2 жовтня невідомі повалили головний пам'ятник Леніна у Кривому Розі на вулиці Леніна.[360][361][362]
4. 2 жовтня — Старобільськ, Луганська область. Повалено, після чого пам'ятник з постаментом зникли.[363][364]
5. 7 жовтня — Харків. Зруйновано пам'ятник у мікрорайоні «Нова Баварія».[365][366]
6. 7 жовтня — Харків. Повалено пам'ятник на площі перед будівлею вокзалу станції «Основа».[365][366]
7. 7 жовтня — Добровілля. Близнюківського району Харківської області. Повалено.[367][368]
8. 7 жовтня — Олексіївка. Близнюківського району Харківської області. Повалено.[367][368]
9. 9 жовтня — Кривий Ріг, Дніпропетровська область. Повалено бюст Леніна, що знаходився у дворі будинку на вулиці Жигулівській (Довгинцево).[369][370]
10. 10 жовтня — Білокуракине, Луганська область. Повалено.[371]
11. 10 жовтня — Тридуби, Миколаївська область. Повалено.[371][372][373]
12. 10 жовтня — Паляничники, Харківська область. Повалено.[374]
13. 10 жовтня — Нововоскресенське, Херсонська область. Повалено.[375]
14. 12 жовтня — Андріївка (Бердянський район), Запорізька область. Повалено.[376]
15. 13 жовтня ― Кривий Ріг, Дніпропетровська область. В ніч на 13 жовтня повалено Леніна, що стояв біля Жовтневої райради (р-н КРЕСу).[377]
16. 14 жовтня ― Сотниківка, Київська область. Демонтовано.[378]
17. 16 жовтня ― Стольне, Чернігівська область. Відбито голову. Через деякий час повністю демонтований.[379]
18. 17 жовтня ― Вільне, Криворізький район, Дніпропетровська область. Повалено.[380]
19. 17 жовтня ― Зелена Балка, Дніпропетровська область. Повалено.[380]
20. 18 жовтня ― Нижня Дуванка, Луганська область. Повалено.[381]
21. 19 жовтня — Осипенко (Бердянський район), Запорізька область. Повалено.[382]
22. 21 жовтня ― Кривий Ріг, Дніпропетровська область. Повалено Леніна на вулиці 23 Лютого (17 квартал), що в Тернівському районі міста.[383]
23. 22 жовтня ― Бунчуківка (Білокуракинський район Луганська область). Повалено.[384]
24. 22 жовтня ― Курячівка (Білокуракинський район) Луганська область. Повалено.[384]
25. 22 жовтня ― Красівське, Криворізький район, Дніпропетровщина. Повалено.[385]
26. 22 жовтня ― Жовтневе, Криничанський район, Дніпропетровщина. Повалено.[385]
27. 22 жовтня ― Кудашівка, Криничанський район, Дніпропетровщина. Повалено.[385]
28. 22 жовтня ― Жовтневе, Софіївський район, Дніпропетровщина. Повалено.[385]
29. 25 жовтня ― Грушівка, Апостолівський район, Дніпропетровщина. Повалено.[386]
30. 25 жовтня ― Червоний Тік, Апостолівський район, Дніпропетровщина. Повалено.[387]
31. 25 жовтня ― Нікополь, Дніпропетровська область. Повалено.[388]
32. 30 жовтня — Привільне, Дніпропетровська область. Зрубано голову.[джерело?]
33. 31 жовтня ― Одеса. На території санаторію «Одеса» демонтовано пам'ятник Леніну.[389][390]

### Листопад 2014
1. 4 листопада ― Новоселидівка, Донецька область. Демонтовано.[391]
2. 4 листопада ― Софіївка, Дніпропетровська область. Зруйновано.[392]
3. 6 листопада ― Таїрове, Одеська область. Зруйновано.[393]
4. 9 листопада ― Жовте, Дніпропетровська область. Повалено.[394]
5. 9 листопада ― Зоря, Дніпропетровська область. Повалено.[395]
6. 9 листопада ― Саївка, Дніпропетровська область. Демонтовано.[396]
7. 9 листопада ― Саксагань, Дніпропетровська область. Повалено.[397]
8. 11 листопада ― Бердянськ, Запорізька область. Зруйновано бюст поблизу міської лікарні.[398][399][400]
9. 11 листопада ― Запоріжжя, мікрорайон Кічкас, біля комбінату Зірка. Зруйновано.[401]
10. 11 листопада ― Кривий Ріг, Дніпропетровська область. На Інгульці впав передостанній Ленін.[402][403]
11. 12 листопада ― Кривий Ріг, Дніпропетровська область. Зруйновано останнього Леніна — на вул. Кімовській (біля будівлі НК ГЗК).[403]
12. 12 листопада ― Васильківка, Дніпропетровська область. Демонтовано.[404]
13. 12 листопада ― Широке, Дніпропетровська область. Повалено.[405]
14. 14 листопада ― Прислуч, Хмельницька область. Повалено.[406]
15. 14 листопада ― Попівка Полтавська область. [Ленінопад на Миргородщині]
16. 16 листопада ― Велика Писарівка,Сумська область. Повалено.[407]
17. 16 листопада ― Веприк, Полтавська область. Повалено.[408]
18. 16 листопада ― Світлогірське, Полтавська область. Повалено.[409]
19. 18 листопада ― Городня, Чернігівська область. Активісти громадської організації «Грім» та Самооборони скинули пам'ятник Леніну.[410]
20. 18 листопада ― Макишин, Чернігівська область. Повалено.[411]
21. 20 листопада ― Головлі, Хмельницька область. Повалено.[412]
22. 21 листопада ― Покров (Орджонікідзе), Дніпропетровська область. Повалено.[413][414]
23. 21 листопада ― Новософіївка, Дніпропетровська область. Повалено.[413]
24. 21 листопада ― Придніпровське, Дніпропетровська область. Повалено.[413]
25. 21 листопада ― Попівка, Полтавська область. Повалено.[415]
26. 21 листопада ― Григорівка, Кіровоградська область. Повалено.[416]
27. 21 листопада ― Миронівка, Кіровоградська область. Повалено.[416]
28. 21 листопада ― Глинськ, Кіровоградська область. Відірвано голову.[416]
29. 22 листопада ― Дмитрушки, Черкаська область. Демонтовано.[417][418]
30. 23 листопада ― Володимирівка, Кіровоградська область. Пам'ятник демонтовано.[419]
31. 23 листопада ― Володимирівка, Кіровоградська область. Бюст повалено.[420]
32. 23 листопада ― Саблине, Кіровоградська область. Зруйновано.[421]
33. 25 листопада ― Авангард, Дніпропетровська область. Біля будівлі школи № 104 Дитина, повалено.[422]
34. 25 листопада ― Кривий Ріг, Дніпропетровська область. Бюст на території трамвайного депо. Повалено.[423]
35. 29 листопада ― Михайло-Коцюбинське, Чернігівська область.[424][425].
36. 30 листопада ― Одеса. Пам'ятник біля території Одеського автоскладального заводу. Зруйновано.[426]
37. 30 листопада ― Славута, Хмельницька область. Біля залізничної станції Славута II. Демонтовано.[427]

### Грудень 2014
1. 4 грудня ― Мала Виска, Кіровоградська область. Демонтовано два пам'ятники Леніну і відвезено в Оникіївський держлісгосп — до «куточку символів тоталітаризму».[428]
2. 6 грудня ― Новомосковськ, Дніпропетровська область. Повалено.[429]
3. 9 грудня — Вишневе (Софіївський район), Дніпропетровська область. Зруйновано.[430]
4. 9 грудня — Миролюбівка, Дніпропетровська область. Зруйновано.[430]
5. 9 грудня — Васьківці, Чернігівська область. Зруйновано
6. 11 грудня — Криничне, Одеська область. Зруйновано.[431]
7. 12 грудня — Інгулець, Херсонська область. Зруйновано.[432]
8. 13 грудня — Гаврилівка, Херсонська область. Зруйновано.[433]
9. 13 грудня — Новокиївка, Херсонська область. Зруйновано.[433]
10. 13 грудня — Мирне, Херсонська область. Зруйновано.[433]
11. 16 грудня — Гриців, Хмельницька область. Зруйновано.[434]
12. 18 грудня — Комсомольськ, Полтавська область. Демонтовано.[435]
13. 22 грудня — Підвисоке, Кіровоградська область. Демонтовано.[436]
14. 24 грудня — Федорівка, Херсонська область. Повалено.[437]
15. 26 грудня — Просяна,Дніпропетровська область.Повалено.
16. 27 грудня — Бехтери, Херсонська область. Повалено.[438]
17. 27 грудня — Прихідьки, Полтавська область. Демонтовано.[439]
18. 29 грудня — Рахнівка, Хмельницька область. Знеголовлено.[440]
19. 30 грудня — Куйбишеве Запорізька область. Вночі повалено з постаменту.[441]

## Пам'ятники, точна дата демонтажу яких невідома

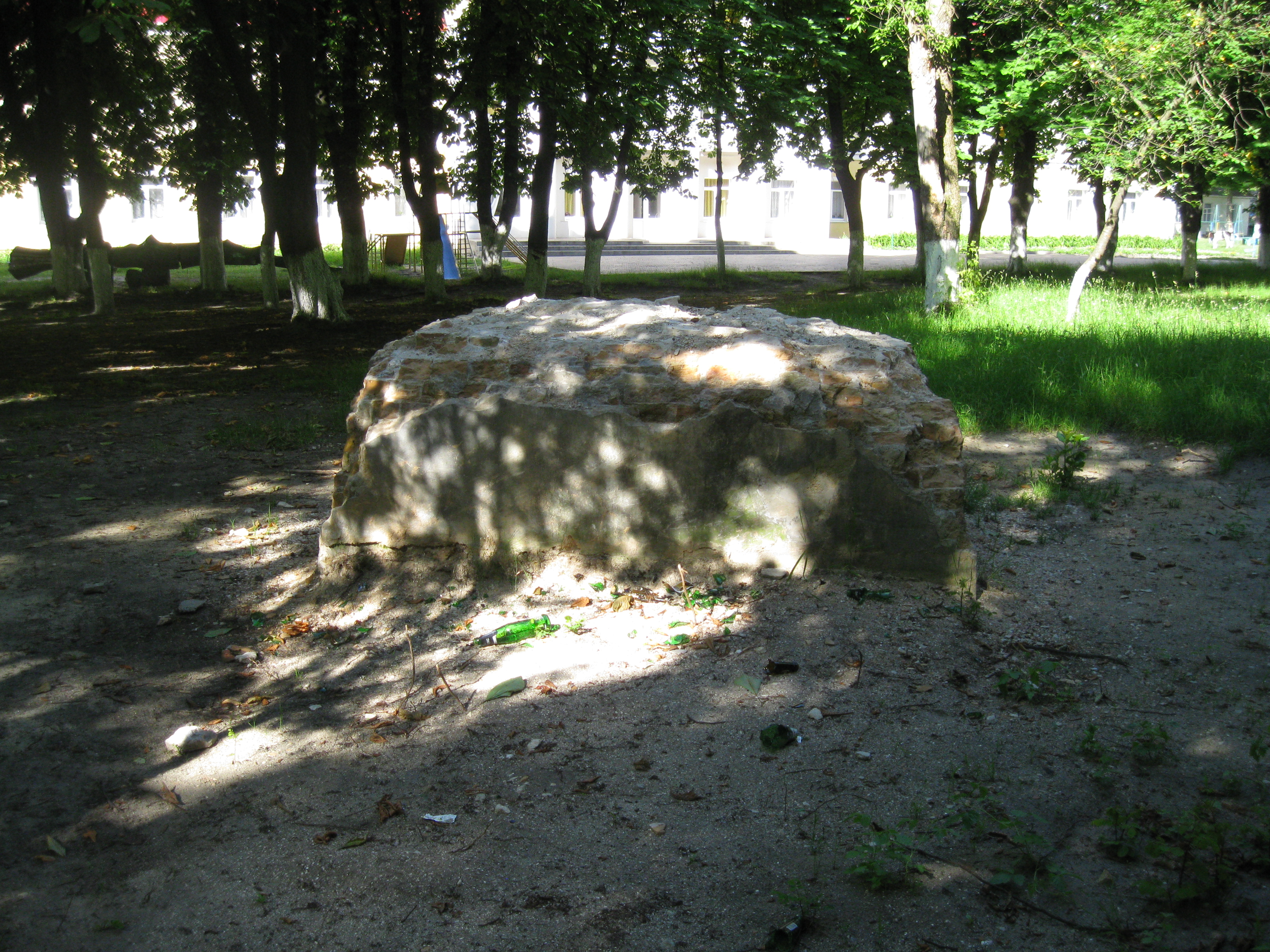
Плужне. Залишок постаменту пам'ятника Леніну

1. Будичани, Житомирська область. Зруйновано.[442]
2. Гаркушинці, Полтавська область. Бюст, побито голову.
3. Дептівка, Сумська область. Бюст, розбито.
4. Гранітне, Житомирська область. Демонтовано.
5. Ксаверівка, Київська область. Демонтовано.
6. Германівка, Київська область. Демонтовано.
7. Чернівці, Вінницька область. Зруйновано.
8. Борівка, Вінницька область. Повалено.
9. Липівка, Вінницька область. Демонтовано.
10. Любовичі, Житомирська область.[443]
11. Горщик, Житомирська область.[444]
12. Тростянець, Чернігівська область. На вході в Дендропарк.
13. Куцуруб, Миколаївська область.[445]
14. Гребінка, Полтавська область. Повалено бюст.[446]
15. Матвіївка, Запорізька область.[447]
16. Гупалівка, Дніпропетровська область.[448]
17. Пирогівці, Хмельницька область. Демонтовано. Підтвердження демонтажу відсутнє.[449]
18. Отроків, Хмельницька область. Демонтовано. Підтвердження демонтажу відсутнє.[450]
19. Васищеве, Харківська область.[451]
20. Харків. На території табору Лісова Казка.[452]
21. Харків. На території заводу самохідних шасі.[453]
22. Токмак, Запорізька область. Демонтовано.[454]
23. Слов'янськ, Донецька область. Демонтовано бюст, за словами мешканців це сталося давно, але коли конкретно — невідомо.[455]

### 2014
1. Бричківка, Полтавська область. Знесено в 2014 р.[456]
2. Докучаєве, Кіровоградська область. Знесено в 2014 р.[457]
3. Ольгопіль, Вінницька область. Демонтовано в 2014 р.[458]
4. Андрійківці, Хмельницька область. Демонтовано в лютому 2014 р.[459]
5. Богданівка, Вінницька область. Демонтовано в лютому 2014 р.[460]
6. Більськ, Полтавська область. Демонтовано в лютому 2014 р.[461]
7. Верхнячка, Черкаська область. Демонтовано в лютому 2014 р.[462]
8. Володарка, Київська область. Демонтовано в лютому 2014 р.[463]
9. Дягова, Чернігівська область. Демонтовано в кінці лютого 2014 р.[464]
10. Іванківці, Хмельницька область. Демонтовано в лютому 2014 р.[465]
11. Копайгород, Вінницька область. Демонтовано в лютому 2014 р.[466]
12. Кугаївці, Хмельницька область. Демонтовано в лютому 2014 р.[467]
13. Матусів, Черкаська область. Демонтовано в лютому 2014 р.[468]
14. Райківці, Хмельницька область. Демонтовано в лютому 2014 р.[469]
15. Свіршківці, Хмельницька область. Демонтовано в лютому 2014 р.[470]
16. Коржівці, Хмельницька область. Повалено бюст Леніна (орієнтовно у лютому-березні 2014 р.).
17. Куцеволівка, Кіровоградська область. Демонтовано (орієнтовно у лютому-березні 2014 р.).[471]
18. Ольшана, Чернігівська область. Бюст, понівечено (орієнтовно у кінці лютого — на початку березня 2014 р.).
19. Спаське, Сумська область. Демонтовано Чернігівська область.[472]
20. Могилів, Дніпропетровська область. Бюст, демонтовано (орієнтовно у лютому-березні 2014 р.).[473]
21. Новоархангельськ, Кіровоградська область. Демонтовано (орієнтовно у лютому-березні 2014 р.).[474]
22. Устя, Вінницька область. Демонтовано (орієнтовно у лютому-березні 2014 р.).[475]
23. Якушинці, Вінницька область. Бюст, повалено (орієнтовно у лютому-березні 2014 р.).[476]
24. Обтове, Сумська область. Демонтовано в кінці літа 2014 р.[477]
25. Плужне, Хмельницька область. Демонтовано пам'ятник Леніну (орієнтовно у лютому-березні 2014 р.).
26. Садове, Лозівський район, Харківська область. Демонтовано в квітні-травні 2014 р.[478]
27. Глухівці, Вінницька область. Демонтовано навесні 2014 р.[479]
28. Іркліїв, Черкаська область. Демонтовано (орієнтовно у лютому-березні 2014 р.).[480]
29. Коржівці, Хмельницька область. Повалено бюст Леніна (орієнтовно у лютому-березні 2014 р.).
30. Уладівка, Вінницька область. Демонтовано до червня 2014 р.[481]
31. Надвірна, Івано-Франківська область. Дитина, демонтовано весною-літом 2014 р.[482]
32. Адампіль, Хмельницька область. Демонтовано літом 2014 р.[483]
33. Погребняки, Полтавська область. Демонтовано до літа 2014 р.[484]
34. Яготин, Київська область. Демонтовано літом 2014 р.[485]
35. Дніпро. Демонтовано бюст Леніна на пересувній колоні № 246. Демонтовано в серпні 2014 р.[486]
36. Новосвітлівка, Луганська область. Бюст, повалено (нібито в серпні 2014 року).
37. Гола Пристань, Херсонська область. Демонтовано другий (орієнтовно у серпень-вересень 2014 р.).[487]
38. Лихівка, Дніпропетровська область. Демонтовано перший бюст Леніна (орієнтовно у вересні 2014 р.).[488]
39. Лихівка, Дніпропетровська область. Демонтовано другий бюст Леніна (орієнтовно у вересні 2014 р.).[488]
40. Іркліїв, Черкаська область. Демонтовано (орієнтовно у лютому-березні 2014 р.).[480]
41. Новосвітлівка, Луганська область. Бюст, повалено (нібито в серпні 2014 року).
42. Гвардійське, Хмельницька область. Демонтовано (орієнтовно березень 2014).[489]
43. Милорадове, Полтавська область. Демонтовано в червні 2014 р. перший пам'ятник.[490][491]
44. Милорадове, Полтавська область. Демонтовано в червні 2014 р. другий пам'ятник.[490][491]
45. Великі Кринки, Полтавська область. Демонтовано перший пам'ятник восени 2014 р.[492][493]
46. Великі Кринки, Полтавська область. Демонтовано другий пам'ятник восени 2014 р.[492][493]
47. Іванівка, Дніпропетровська область. Пам'ятник. Знеголовлено навесні-влітку 2014 року.[494]
48. Кропивницький, Кіровоградська область. Пам'ятник у повний зріст на території 11-ї автобази знищено. Лютий 2014 року.[495]
49. Іваньки, Черкаська область. Демонтовано в жовтні 2014 р.[496]
50. Макіївка, Чернігівська область. Демонтовано (судячи зі статті, у 2-й половині листопада 2014 р.).[497]
51. Велика Виска, Кіровоградська область. Демонтовано (орієнтовно у листопаді-грудні 2014 р.).[498]
52. Злинка, Кіровоградська область. Бюст, демонтовано наприкінці 2014 р.[499]
53. Дніпро. Демонтовано пам'ятник Леніну на вул. Білостоцького — був встановлений біля прохідної заводу ім. Артема (орієнтовно у грудні 2014 р.).[500]
54. Київ. Територія колишнього дитячого табору на Трухановому острові. Демонтовано (орієнтовно навесні 2014 р.)
55. Любимівка, Херсонська область. Демонтовано у 2014 році.[501]
56. Велика Бурімка, Черкаська область. Демонтовано восени 2014 р.[502]
57. Каховка, Херсонська область. Демонтовано у 2014 році.[501]
58. Казанка (смт), Миколаївська область. Зруйновано після листопада 2014.[503]
59. Савинці. Київська область. Демонтовано не пізніше 2014 року.
60. Васильківка, Дніпропетровська область. Демонтовано бюст.[504]
61. Дмухайлівка, Дніпропетровська область.[505]
62. Дніпровське, Дніпропетровська область.[506]
63. Казначеївка, Дніпропетровська область.[507]
64. Китайгород, Дніпропетровська область.[508]
65. Котовка, Дніпропетровська область.[509]
66. Першотравенка, Магдалинівський район, Дніпропетровська область.[510]
67. Приорільське, Магдалинівський район, Дніпропетровська область.[511]
68. Бодаква, Полтавська область.[512]
69. Чаплине, Дніпропетровська область.[513]

## Повалення та пошкодження пам'ятників Леніну поза межами України
- 1 березня 2014 — Красноярськ, Росія.[514]
- 5 червня 2014 — Буй, Костромська область, Росія.[515]
- 27 жовтня 2014 — Волгоград, Росія.[516]
- 4 листопада 2014 — Гомель, Білорусь.[517]
- 3 грудня 2014 — Новосибірськ, Росія.[518]
- 12 грудня 2014 — Новосибірськ, Росія.[519]

## Пошкодження пам'ятників Володимиру Леніну

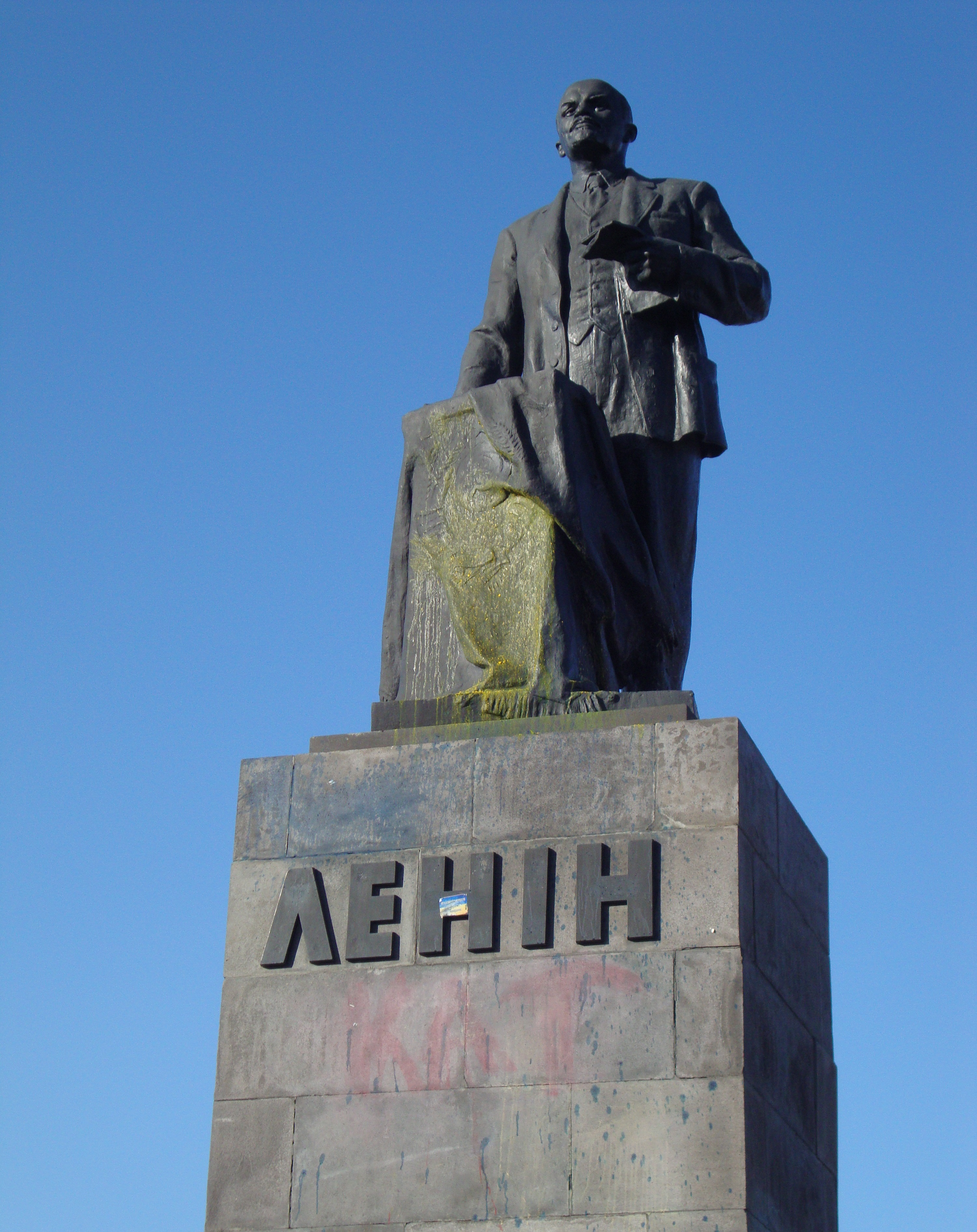
Облитий жовтою фарбою пам'ятник Леніну на площі Революції у Луганську; на постаменті червоною фарбою написане слово «Кат»

У цьому розділі наведено події, під час яких пам'ятники були пошкоджені, але не демонтовані, знесені чи повалені повністю.
- 9 грудня 2013 — Подільськ, Одещина. Невідомі вночі пошкодили пам'ятник Леніну, встановлений біля клубу залізничників. Слідчо-оперативна група міськвідділу міліції встановила, що від пам'ятника відокремлено погруддя. Частини були розкидані біля підніжжя постаменту. За даним фактом слідчим відділом Котовського МВ розпочали кримінальне провадження за ст. 296 ККУ (хуліганство).[520]
- 13 грудня 2013 — смт. Березанка, Миколаївщина. Уночі було пошкоджено частину правої руки пам'ятника Леніну, у зв'язку з чим було порушено кримінальну справу за ст. 94 КК України «Умисне знищення або ушкодження майна».[521][522]
- 3 січня 2014 — Алчевськ, Луганщина. На пам'ятнику Леніну написали «Кат».
- 5 січня 2014 — Березівка, Одещина. Невідомі облили пам'ятник Леніну чорною фарбою.
- 8 січня 2014 — Гребінка, Полтавщина. Невідомі відбили голову. Підпис на пам'ятнику: «КАТ», «ПС» (Правий сектор).[523][524]
- 8 січня 2014 — Побережне, Вінничина. Невідомі відрізали скульптурі голову.[525]
- 10 січня 2014 — Машівка, Полтавська область. Невідомі відбили Леніну біля райдержадміністрації голову. На постаменті невідомі білою фарбою написали побажання «замість Леніна хочуть бачити Богдана Хмельницького». Відкрито кримінальне провадження за статтею «хуліганство».[526][527][528]
- 23 січня 2014 — Ізюм, Харківщина. Облили пам'ятник Леніну червоною фарбою. 30 січня в Ізюмі невідомі розмалювали пам'ятник Леніну на центральній площі міста. На постаменті з'явилися низка написів червоною фарбою: «не сотвори собі кумира», «закон» та інші.[122]
- 27 січня 2014 — Цюрупинськ, Херсонщина. 17-річний школяр 3 рази облив пам'ятник фарбою. На четвертий раз був схоплений.[529]
- 1 лютого 2014 — Чорнобай, Черкащина. Невідомі частково відірвали голову пам'ятнику Леніну.[530]
- 7 лютого 2014 — Одеса. Невідомі написали на пам'ятнику Леніну в парку Ленінського комсомолу гасла на кшталт: «Свобода прийде», «ОУН—УПА герої», «Москалів на ножі» і «Україна для українців». До кінця дня, однак, працівники комунальних служб очистили постамент.
- 16 лютого 2014:

1. Лохвиця, Полтавська область. За даними МВС, в місті по вулиці Перемоги, на постаменті триметрового пам'ятника Леніну невідомі написали фарбою «Кат». 23 лютого його було знесено.
2. Пирятин, Полтавська область. Пам'ятнику Леніну відбили ніс. Поряд лежала записка із таким змістом: «З любов'ю до пирятинців! Святий Валентин». 22 лютого його було знесено.
3. Сенча, Лохвицький район, Полтавська область. Невідомі повалили верхню частину погруддя та голову Леніна. Пам'ятник висотою 2,5 м, встановлений на постаменті висотою 2,5 м і складався з чотирьох пустотілих залізобетонних частин[531]. Остаточно знесений 25 лютого 2014 року.[253]

- 21 лютого 2014 — Канів, Черкащина. Місцевому пам'ятнику Леніна розмалювали штани синьою та жовтою фарбою[532]. Однак це не врятувало його від руйнування — наступного дня пам'ятник було знесено.
- 23 лютого 2014:

1. Одеса. Невідомі пошкодили одразу два пам'ятники вождю, розташовані в парку імені Ленінського комсомолу, куди їх перенесли ще в 2006 році з центру міста. Більший за розміром монумент залили червоною фарбою, а у меншого відбили голову.[533]
2. Цюрупинськ, Херсонщина. На пам'ятнику Цюрупі невідомі написали слово «Кат».

- 24 лютого 2014:

1. Луганськ. Біля Луганської обласної філармонії невідомі облили фарбою пам'ятник Леніну.[534]
2. Сєвєродонецьк, Луганщина. Бюст Леніна, розташований по вулиці Леніна, облили жовтою фарбою.[534]

- 2 березня 2014:

1. Дніпро. Зображення голови Леніна на пам'ятнику-меморіалу «Перемога комунізму неминуча» облили червоною фарбою.[535]
2. Кіровське, Донеччина. Бюст Леніна, розташований на подвір'ї ЗОШ № 2, облили зеленою фарбою.[536]

- 3 липня 2014:

1. Харків. Відбили руку пам'ятнику перед будівлею Орджонікідзевського районного суду.[537]
2. Шахтарськ, Донецька область. Пошкоджено під час бойових дій.[538]

- 23 серпня 2014 — Нікополь, Дніпропетровська область. Найбільший пам'ятник Леніну в місті розфарбовано в національні кольори.[539]
- 2 вересня 2014 — Шостка, Сумська область. Істукан Лєніна облито білою фарбою. На постаменті написано: «тиран», «палач».[540][541]
- 29 вересня 2014 — Дебальцеве, Донецька область. Терористи з артилерії знесли голову — за інформацією блогера Д. Казанського.[542][543]
- 7 жовтня 2014 — Берестове, Близнюківський район, Харківська область. Пам'ятник розмалювали та пошкодили.[367][368]
- 19 жовтня 2014 — Миколаївка (Бердянський район), Запорізька область. Пошкоджено.[544]
- 19 жовтня 2014 — Дмитрівка (Бердянський район), Запорізька область. Пошкоджено.[544]
- 26 жовтня 2014 — Липці, Харківська область. Розстріляно пам'ятник.[545]
- 6 листопада 2014 — Київ. На станції метро Театральна шеститонну голову Леніна закрили дерев'яним фасадом, який розмалювали у вигляді глядацької зали театру[546]. Ще раніше, 25 лютого, зі станції було демонтовано прапори з цитатами Леніна про революцію (24 об'єкти).[547]
- 12 листопада 2014 — Іванівка, Одеська область. Постраждав внаслідок підпалу. Після розбитої на постаменті пляшки з коктейлем Молотова пам'ятник потемнів.
- 24 грудня 2014 —Дмитрівка, Херсонська область. Відбито руку.[джерело?]

## Ліквідація пам'ятників іншим комуністичним діячам та інших радянських символів
Під час Ленінопаду повалили, демонтували чи пошкодили низку пам'ятників іншим комуністичним діячам, а також інші радянські символи.

### Лютий 2014
- 22 лютого, Київ. Повалено пам'ятник Дмитру Мануїльському.[548][549]
- 22 лютого, Бердичів, Житомирська область. Окрім пам'ятника Леніну був зруйнований бюст Фрунзе.[550]
- 22 лютого, Вінниця. Повалено пам'ятник Козицькому.[551]
- 22 лютого, Лубни, Полтавська область. Демонтований пам'ятник Кірову.[119]
- 22 лютого, Пирятин, Полтавська область. Демонтовано пам'ятник Карлу Марксу.[115]
- 22 лютого, Чемерівці, Хмельницька область. «Не встояв» пам'ятник Карлу Марксу.
- 22 лютого, Каноничі, Рівненська область. Зруйновано пам'ятник Калініну, якому відбили голову й верхню частину тулуба.[552]
- 23 лютого, Вінниця. Повалено пам'ятник Тарногродському.[551]
- 23 лютого, Дніпро. Зірвана меморіальна дошка на честь Дзержинського.[553]
- 23 лютого, Кропивницький. Демонтовано пам'ятник Кірову.[554]
- 23 лютого, Херсон. Демонтовано пам'ятник Дзержинському[555]. Демонтаж здійснювали представники місцевої влади.[556]
- 24 лютого, Житомир. Звалено погруддя Карлу Марксу. На гранітному постаменті, на якому стояв бюст, активісти залишили написи: «Геть ідолів», «Правий сектор». Крім написів на постаменті — державний герб України.[557]
- 25 лютого, Київ. Із будівлі Верховної Ради України зрізали ще один символ Радянського Союзу — червону зірку.[558]
- 26 лютого, Хмельницький. Згідно з рішенням міської ради демонтовано пам'ятник Затонському.[559]

### Березень 2014
- 2 березня, Боярка, Київська область. Невідомими звалено погруддя письменнику-чекісту Миколі Островському.[560]
- 31 березня, Білозерка, Херсонська область. Повалено пам'ятник Карлу Марксу.[561]

### Червень 2014
- 17 червня, Київ. На воротах Кабінету Міністрів України замінили радянські символи зірки на тризуби.[562]

### Серпень 2014
- 5 серпня, Дніпро. На вулиці імені Станіслава Косіора демонтовано пам'ятну дошку.[563]
- 19 серпня, Маріуполь, Донецька область. У центрі Маріуполя невідомі зірвали таблички з написом «проспект Леніна». Таблички були кинуті поруч з будинками.[564]
- 23 серпня 2014 — Крисине, Харківська область. Панно з Леніним закрито найбільшим прапором у районі.[565]

### Вересень 2014
- 24 вересня, Харків. Знесли пам'ятник Артему[566]. Втім, за словами заступника Харківського міського голови з питань розвитку й життєзабезпечення міста Ігоря Терехова, монумент уже віддано на відновлення.[567]
- 28 вересня, Маріуполь, Донецька область. У Маріуполі пошкоджено пам'ятник червоноармійцю Кузьмі Апатову, розташований на однойменній вулиці на перетині з бульваром Хмельницького.[568]

### Жовтень 2014
- 7 жовтня, Верхньоводяне, Харківська область. Завалено пам'ятник Чапаєву[367][368]. Рішенням Самійлівської сільради пам'ятник було відновлено. Пофарбовано і знову поставлений на місце[569].
- 14 жовтня, Чернігів. Місцеві активісти скинули пам'ятник Фрунзе.[570]
- 17 жовтня, Старобільськ, Луганська область. Демонтовано пам'ятник Панфілову.[571]
- 31 жовтня, Одеса. Демонтовано пам'ятник Кірову.[389]

### Листопад 2014
- 6 листопада, Одеса. Скинуто пам'ятник Жукову.[393]

### Грудень 2014
- 5 грудня, Одеса. Демонтовано пам'ятник Карлу Марксу.[572]

## Переосмислення особливо значущих символів російської імперської та радянсько-більшовицької ідентичностей
Події Революції Гідності й подальша агресія Росії стали каталізатором переосмислення усього радянсько-більшовицького минулого України в найширшому сенсі, зокрема і події 1917—1920 рр. та 1939—1961 рр. Ленінопад зачепив й особливо значущі для радянсько-більшовицької героїки та «русского міра» символи, що викликало обурення РФ та проросійських сил.

### Пам'ятники і символи радянського мілітаризму 1941—1945рр.
Пошкоджено, але відновлено:
- 5 березня 2014 — Суми. Розбито меморіальну дошку маршалові Радянського Союзу Георгію Жукову, який виступав за цілковиту насильницьку депортацію українців з УРСР[573].
- квітень 2014 — Суми. Розбито меморіальну дошку Герою Радянського Союзу Федору Дуднику.

8 травня 2015 р. обидві дошки було відновлено. Дошку Дуднику встановили на фасаді будинку № 25 на вул. Соборна. Дошки було відновлено за спонсорські кошти. Окрім того, було встановлено і нову меморіальну табличку на пам'ятному знакові Жукову на однойменній вулиці. Її відновленням займалось КП «Спецкомбинат» і депутат міськради Віталій Бурбика.
- 6 листопада 2014 — Одеса. Скинуто пам'ятник маршалові Радянського Союзу Георгію Жукову[393]. 5-6 вересня 2015 р. монумент було відновлено у Київському районі міста у сквері імені Жукова[575].

Остаточно усунуто:
- 22 лютого 2014 — Стрий, Львівська область. Автокраном на майдані Ринок було демонтовано пам'ятник радянському солдатові. 5 квітня 2009 року в Стрию відбулася акція під назвою «Геть пам'ятники тоталітаризму з українського міста». Але 8 квітня 2009 року під час засідання XXII сесії Стрийської міської ради депутати відхилили питання про демонтаж пам'ятника «воїну-визволителю»[576].

### Пам'ятники й меморіальні дошки Артема та його прибічників
Серед більшовицьких діячів особливе місце займає Артем, оскільки саме він був одним із головних творців Донецько-Криворізької радянської республіки, правонаступником якої нині вважають себе «ДНР» та «ЛНР».
- 24 вересня 2014 — Харків. Знесли пам'ятник Артему[566]. Втім, за словами заступника Харківського міського голови з питань розвитку й життєзабезпечення міста Ігоря Терехова, монумент уже віддано на відновлення[567].

### Пам'ятники російської імперської ідентичності та «русского міра»
Розфарбовано, але збережено:
- 24 лютого 2014 — Броди, Львівська область. Демонтовано пам'ятник полководцю Російської імперії Михайлу Кутузову, розташований у сквері навпроти Педагогічного коледжу імені Шашкевича. Таким чином було виконано рішення Бродівської міськради, прийняте у грудні 2013 року у відповідь на звернення політв'язня Ігоря Калинця.[577]
- 6 червня 2014 — Харків. Невідомі розмалювали пам'ятник Олександру Пушкіну, розташований на площі Поезії в Харкові. Це сталося в день, коли виповнюється 215 років з дня народження поета. На постаменті пам'ятника постаменті написали «Вате собираться тута» і «ПТН ПНХ», а зверху прізвища Пушкін намалювали тризуб.
- 28 червня 2014 — Полтава. Невідомі розфарбували пам'ятник Петрові Першому в кольори українського прапора. Синьо-жовтим, зокрема, став двоголовий орел, що є частиною скульптурної композиції, встановленої ще в 1849-му році. У міліції заявили: невідомих митців шукати не будуть[578].

## Опір Ленінопаду
Крім людей, які підтримують знесення пам'ятників, пов'язаних із більшовицьким минулим, є й такі, хто чинить цьому опір.

### Пам'ятники, які зрештою були демонтовані
- Новомосковськ, Дніпропетровська область. 22 лютого 2014 — Станом на 18:00 біля монумента Леніну після поширення чуток про заплановане його знесення зібралось понад тисяча осіб, серед яких переважали супротивники знесення. 23 лютого частина мешканців міста знову зібралась на захист монумента. Всупереч рішенню міськради, демонтаж пам'ятника не відбувся[579]. За повідомленням прес-служби Новомосковської міськради, «Враховуючи масовий супротив населення і з метою уникнення кровопролиття міський голова Сергій Мороз своїм розпорядженням призупинив дію рішення виконкому, яким було передбачено демонтаж пам'ятника В. І. Леніна, розташованого на однойменній площі». Свою позицію мер Новомосковська пояснив тем, що самі мешканці міста не дозволили провести демонтаж[580].
- Велика Писарівка, Сумська область. 25 лютого 2014 — Із самого ранку люди приходили до пам'ятника: хто — сфотографуватися на пам'ять, хто — захистити його, а хто — підтримати цю акцію, точилися дискусії як щодо самого пам'ятника, так і щодо політичної ситуації в країні та її минулого. Сесія селищної ради через відсутність кворуму не відбулася[581]. У ніч з 15 на 16 листопада 2014 р. даний монумент було знесено — із третьої спроби[582]. Як виявилось, монумент демонтували волонтери-націоналісти на чолі з народним депутатом України Ігорем Мірошниченком[583].
- Пологи, Запорізька область. Після дискусій пам'ятник Леніну залишено[джерело?][584].
- Довго тривали дискусії навколо пам'ятника Леніну на площі Свободи у Харкові. Вперше питання про знесення найбільшого в Україні монумента постало у 1992 році. Тоді патріотично налаштована громадськість міста принесла до підніжжя пам'ятника символічний вінок з колючого дроту.[585] Архівні відеоматеріали свідчать, що вже тоді значна частина харків'ян підтримувала ідею демонтажу монумента.[586] Знову повернулися до теми знесення пам'ятника за часів президентства Віктора Ющенка. Провідну роль у цьому процесі відіграла харківська обласна організація ВО "Свобода". Першу офіційну заяву про намір знести пам'ятник Леніну у Харкові «свободівці» зробили навесні 2009 року.[587] Наступні заяви лунали вже за часів президентства Віктора Януковича. Зокрема, у квітні 2013 р. напередодні опозиційної акції «Вставай, Україно!» у Харкові, з'явилася інформація про можливі наміри націоналістів підірвати пам'ятник. Опозиція зазначену інформацію спростувала.[588] Проте під час зазначеної акції лідер ВО «Свобода» Олег Тягнибок пообіцяв знести Леніна в законодавчо встановленому порядку.[589] Ще раніше (у лютому 2013 р.) відомий своїми прорадянськими поглядами мер Харкова Геннадій Кернес погрожував нардепу від ВО «Свобода» Ігорю Мірошниченку «заламати дві руки і дві ноги» за спробу знести пам'ятник Леніну у Харкові.[590][591] Мірошниченко виклик прийняв, і у вересні 2014 р. був присутнім на знесенні пам'ятника.[592] Пізніше повалення пам'ятника схвалив також і Президент — Петро Порошенко.[593] Незважаючи на все це, Кернес вже наступного дня після повалення пам'ятника назвав його знесення «варварським руйнуванням» і пообіцяв відновити монумент.[594] Згодом у середині жовтня Кернес ще раз підтвердив цей намір.[595] У свою чергу, голова Харківської ОДА Ігор Балута наполягав, що пам'ятник Леніну знесено законно.[596] Голова ОДА відкинув можливість відновлення знесеного монумента.[597] Заяви ж Кернеса про намір відновити Леніна Балута назвав передвиборчим піаром.[598] 24 жовтня 2014 р. Харківський окружний адміністративний суд відхилив клопотання Харківської міськради про призупинення розпорядження про демонтаж пам'ятника Леніну.[599] 19 листопада 2014 р. Харківський апеляційний адміністративний суд залишив без задоволення апеляційну скаргу Харківської міської ради з цього приводу.[600] Однак 24 листопада 2014 р. Харківський окружний адміністративний суд частково задовольнив позов Харківської міськради — визнав розпорядження Ігоря Балути незаконним (в частині вжиття заходів щодо демонтажу пам'ятника).[601] Обидві сторони одразу ж заявили про намір подати апеляцію.[602] 2 лютого 2015 р. Харківський апеляційний адміністративний суд задовольнив скаргу Харківської міськради. Згідно з рішенням суду, Харківська ОДА повинна пред'явити документи, які свідчать про те, що пам'ятник Леніну на момент знесення втратив статус об'єкта охорони. Крім того, суд визначив вимагати у Харківської ОДА документи, на підставі яких виконувалося розпорядження про демонтаж і про виключення пам'ятника Леніну з Державного реєстру пам'яток України.[603] 5 березня 2015 р. сторони нарешті змогли надати документи, витребувані судом раніше. Однак рішення у справі по суті так і не було прийнято. Перебіг засідання виявив, що колегії суддів потрібна ще низка документів. Перш за все, ані Харківська ОДА, ані Харківська міськрада не змогли отримати дані з Фонду державного майна про те, належить пам'ятник державі або перебуває у комунальній власності міста. Тому суд вирішив, що без такої інформації остаточний вердикт винести неможливо. Крім того, судді засумнівалися в тому, чи може Харківська міськрада представляти інтереси територіальної громади міста. Згідно Закону України «Про місцеве самоврядування» міськрада і територіальна громада є різними об'єктами системи самоврядування. Тому до наступного засідання в мерії зобов'язані надати документ, який доведе, що міськрада має право обстоювати інтереси громади. На думку директора Юридичного департаменту Харківської ОДА Дениса Дудника, дані з Фонду держмайна з про право власності на повалений монумент можуть стати вирішальними в розгляді питання про демонтаж пам'ятника. Бо ж Харківська міськрада наполягає, що повалений пам'ятник знаходиться у комунальній власності міста. Якщо ж з'ясується, що пам'ятник належить державі, власне позов Харківської міськради втрачає сенс.[604] 31 березня 2015 р. на черговому судовому засіданні суд витребував у Харківської міської ради документи про передачу пам'ятника з державної у комунальну власність. За словами заступника директора Юридичного департаменту Костянтина Прокоп'єва, Харківська міська рада отримала письмову інформацію від регіонального відділення Фонду державного майна України в Харківській області про те, що пам'ятник на балансі цього фонду не знаходиться і не перебуває в Єдиному реєстрі об'єктів державної власності. Цю інформацію міськрада надала в суд. При цьому суд не зажадав від представників відповідача (облдержадміністрації) пред'явити документи про приналежність цього пам'ятника державі із зазначенням органу, який повинен від імені держави управляти цим пам'ятником. Суд знову не виніс рішення у справі по суті і вчергове відтремінував його.[605] Нарешті, 7 квітня 2015 р. Харківський апеляційний адміністративний суд виніс своє остаточне рішення. Суд відмовив Харківській міській раді у вимозі визнати незаконним розпорядження екс-голови Харківської облдержадміністрації Ігоря Балути про знесення пам'ятника Леніну на пл. Свободи. За словами заступника директора Юридичного департаменту Харківської мерії Костянтина Прокоп'єва, міськрада звертатиметься до Вищого адміністративного суду з касаційною скаргою на рішення апеляційного суду.[606]

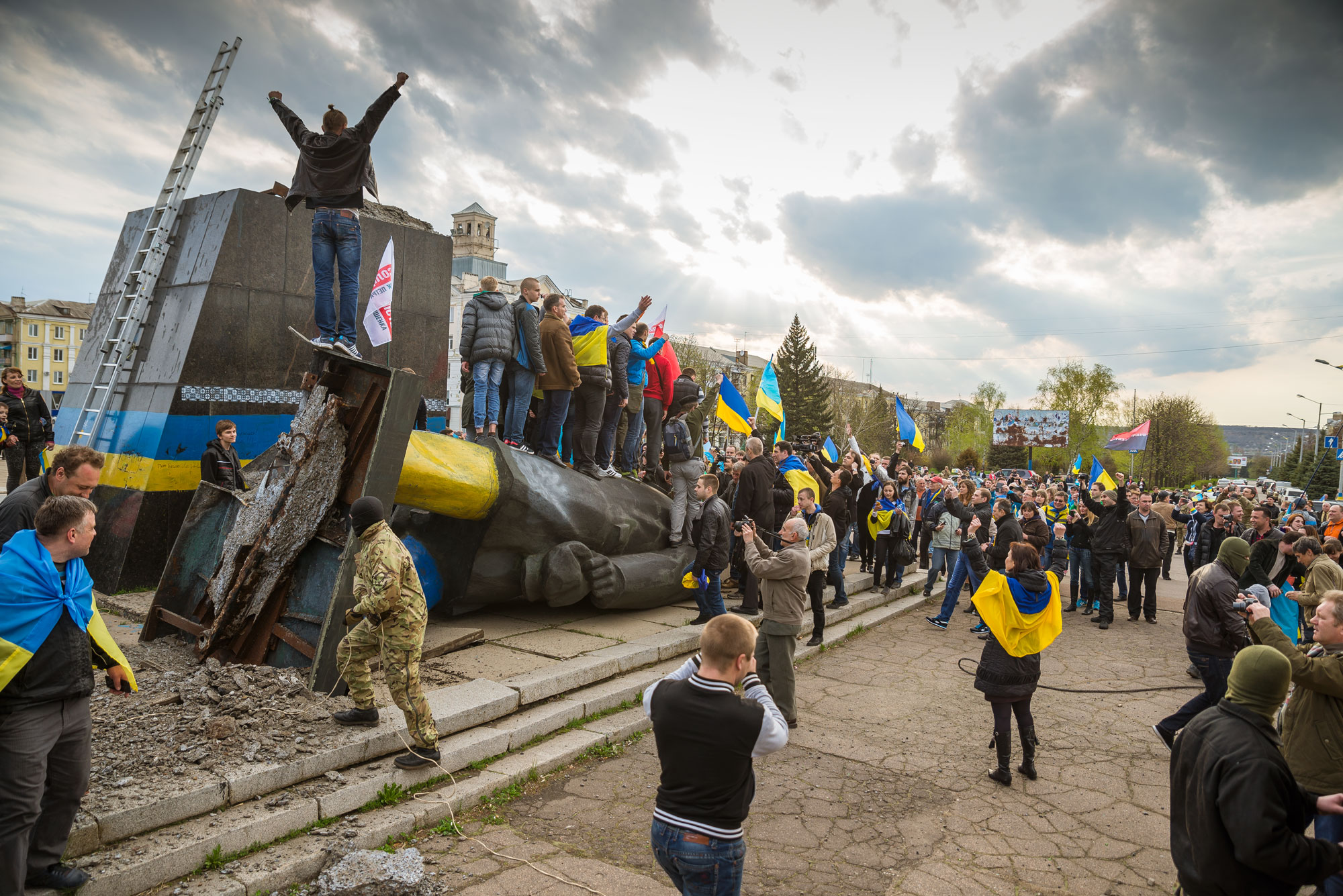
Повалення пам'ятника В. І. Леніну у Краматорську

- Краматорськ, Донецька область. Пам'ятник Леніну спершу було залишено: у липні, одразу після визволення міста від терористів так званої «ДНР», місцеві активісти намагалися знести монумент. Одначе українські військові не дали їм цього зробити.[607] У серпні 2014 р. пам'ятник намагалися знести комунальники, на підставі рішення місцевої влади. Але він виявився заміцним для найпотужнішого у місті крана. Оскільки у місті не було потужнішої техніки, демонтаж вирішили відкласти.[608] Пізніше постамент пам'ятника розмалювали у національні кольори.[609] 17 квітня 2015 року, під час 4-тисячної ходи «Краматорськ — це Україна», пам'ятник вождю нарешті було повалено за допомогою вантажівки.[610]
- Слов'янськ, Донецька область. Після звільнення міста від терористів так званої «ДНР» питання повалення пам'ятника Леніну підняли місцеві патріоти[611]. 11 січня 2015 р. на традиційному недільному віче вони висловилися за знесення пам'ятника до Дня Соборності — 22 січня.[612] Знесений монумент запропонували продати на аукціоні.[613] За допомогою активісти звернулися до українських військових, однак ті не допомогли, а власними силами громада знести монумент не змогла.[614][615] Натомість іще через тиждень на центральну площу міста вийшло кілька «захисників» пам'ятника з вимогою його не чіпати.[616] 3 червня 2015 р. ідол таки не встояв — рано вранці активісти «Правого сектора» знесли його[617]
- Очаків, Миколаївська область. 25 лютого 2014 р. у місті було підбито підсумки анкетування городян стосовно демонтажу пам'ятника Леніну. Зі 1572 осіб, що взяли участь в опитуванні, 1505 осіб висловились проти демонтажу[618]. Тим не менш, 17 червня 2015 р. комунальні служби міста демонтували пам'ятник — на виконання закону про засудження комуністичного режиму.[619]
- Валки, Харківська область. 28 січня 2015 р. близько 30 молодих людей у балаклавах спробували знести пам'ятник Леніну на центральній площі. Однак їм завадила міліція і представники місцевої влади. Патріоти взяли з місцевої влади обіцянку розглянути питання офіційного демонтажу пам'ятника, після чого поїхали.[620][621]. 21 червня 2015 р. пам'ятник Леніну зруйнували.
- Генічеськ, Херсонська область. 23 лютого 2014 — Після поширення чуток про планований «приїзд бандерівців» для знесення монумента, на захист пам'ятника вийшло 50 осіб за закликом головного комуніста району С. Мухіна[622]. 1 березня тимчасовий виконувач обов'язків міського голови Юрій Кукса повідомив, що 25 лютого на позачерговій сесії депутатами міськради було прийнято рішення провести цього дня громадські слухання щодо подальшої долі монумента. О 14:00, біля будівлі РДА слухання відбулись: більшість присутніх підняли руки, аби монумент не зносили[623]. Втім, 17 січня 2015 р. місцева влада ухвалила рішення таки демонтувати пам'ятника Леніну. Підтримали цю ідею в тому числі й місцеві комуністи.[624]. Леніна демонтували 16 липня 2015, виконуючи закон про декомунізацію.
- Синельникове, Дніпропетровська область. кінець лютого — початок березня 2014 — в сезон «ленінопаду» пам'ятник Леніну намагались знести, але «перемогли прихильники того, аби його залишити».[336]. Як повідомила прес-служба міської ради Синельникового, міськрада попередньо ініціювала опитування мешканців міста, за яким проти знесення виступили 5246 городян (64 % опитаних). «За» проголосувало 2399 синельниківців (29 %). Не визначились 568 осіб (7 %). Тому Ілліча у Синельниковому на центральній площі міста було вирішено залишити. Комунальники мали перевірити технічний стан монумента і за необхідності — відремонтувати його[625]. Але врешті решт 6 листопада 2015 року синельниківський пам'ятник Леніну було знято з постаменту, але поставлено поруч з ним. А два дні потому пам'ятник було остаточно прибрано[626].
- Скадовськ, Херсонська область. 4 вересня 2014 — Скадовський районний суд Херсона відмовив місцевій самообороні, жителям і депутатам міської ради у задоволенні позову щодо демонтажу пам'ятника Лєніну в Скадовську Херсонської області. Про це йдеться у повідомленні прес-служби Скадовського районного комітету Комуністичної партії[627][628]. За повідомленнями активістів «Правого сектора» місцева влада, а також міліціянти разом з озброєними молодиками перешкоджали їм у спробах самостійно знести пам'ятник.[629]. Монумент було таки демонтовано 8 грудня 2015 р.
- Приморськ, Запорізька область. 18 грудня 2015 року спроба зняти місцевого Леніна з допомогою підйомного крану виявилась невдалою, так як кран просто не зміг підняти пам'ятник з постаменту. На 21 грудня була призначена друга спроба зняття Леніна з постаменту але невдалою виявилась і вона.[630]. Третій кран подужав зняти постамент, який наостанок обірвав трос і на ньому. Демонтовано 29 грудня 2015 року.[631]
- Козельщина, Полтавська область. 25 лютого 2014 — на черговій сесії Козельщинської селищної ради було розглянуто чотири пропозиції: демонтувати Леніна беззаперечно; демонтувати і на його місці встановити пам'ятник Тарасові Шевченку; однозначно залишити; провести соцопитування серед населення і, спираючись на думку громади, прийняти остаточне рішення. Депутати схилилися до останньої пропозиції[632]. За даними телефонного опитування стосовно долі пам'ятника Леніну, із 920 опитаних мешканців селищної ради, 805 осіб висловили думку про те, щоб не чіпати його, 105 — підтримали ідею демонтажу і 10 — утрималися[633]. Монумент було таки демонтовано 11 лютого 2016 р.
- Гребінка, Полтавська область. 12 листопада 2014 — За заявою місцевих комуністів пам'ятник Леніну, який було зруйновано 8 січня 2014 року, силами місцевих комуністів до річниці більшовицького перевороту 1917 року було відновлено.[634]. Остаточно демонтований 15 лютого 2016 року.
- Запоріжжя. 17 березня 2016 року о 13:15 було демонтовано центральний міський пам'ятник Леніну. Роботи з демонтажу тривали 30 годин, адже було вирішено відпиляти статую від гранітного постаменту алмазним тросом, останній декілька разів рвався що додатково сповільнювало роботи. До 17.03.16 цей пам'ятник був найбільшим на неокупованій території Україні. Через це можливості його знести без спецтехніки практично не було. У жовтні 2014 р. пам'ятник одягнули у величезну вишиванку. За задумом ініціаторів, це мало б врятувати величезний монумент від знесення. Одначе патріотично налаштованих активістів це не зупинило. На початку 2015 р. у мережі з'явилась інформація, що активісти виражають готовність оплатити роботи з демонтажу пам'ятника (оренду крана й роботу фахівців). Імовірно, виходячи з цих подій наприкінці січня 2015 р. місцева влада вирішила додатково обгородити монумент. 31 січня місцеві патріоти після велелюдного мітингу вчинили спробу знести пам'ятник, але їм завадила міліція. Більше того, понад 100 активістів — прихильників знесення пам'ятника було затримано. Місцеві патріоти тоді дали владі тиждень, аби вона самостійно демонтувала ідола. В іншому випадку обіцяли прийти знову і бути «більш рішучими».

### Пам'ятники, які залишились стояти або були відновлені
На території, контрольованій Україною:
- Барвінкове, Харківська область. 26 лютого 2014 — на XXXVII сесії Барвінківської міської ради VI скликання депутати прийняли рішення відмовити в демонтуванні пам'ятника. За словами в.о. голови райдержадміністрації, зараз об'єкт охороняється[635].
- Лиманське, Роздільнянський район, Одеська область. Декілька ночей «захисники» чергували біля одного з пам'ятників Леніну після невдалої спроби знести його невідомими. 26 січня 2015 р. ленінопад дістався і Лиманського[636], але був знесений бюст Леніну, а не пам'ятник, який захищали.
- Талалаївка, Чернігівська область. кінець лютого — початок березня 2014 — За інформацією із вебсайту КПУ, українські патріоти ухвалили рішення звалити пам'ятник Леніну в райцентрі. Автомобільний кран спробував демонтувати бронзову фігуру. Але спроба виявилася невдалою. Тоді українські активісти постягували на постамент автомобільні шини і підпалили[637].
- Ушомир, Коростенський район, Житомирська область. 6 липня 2014 — Мешканці села (близько 20 осіб), обурені намірами представників ВО «Свобода» зруйнувати пам'ятник В. І. Леніну, завадили у знесенні монумента[638].
- Веселе, Запорізька область. Місцеві комуністи відновили нещодавно знесеного Леніна.[639]
- Семенівка, Чернігівська область. Літо 2015 року. Місцеві комуністи відновили нещодавно знесеного Лєніна.[640]

На окупованій території:
- Стаханов, Луганщина. 24 лютого біля пам'ятника Леніну до півночі стояли його «захисники», однак, не дочекавшись опонентів, розійшлись додому[641].
- Ялта, Крим. Пам'ятник Леніну залишено.
- Зуя, Крим. Влада Криму відновила пам'ятник Леніна, з яким асоціюється відома пародія «Лєніна свалілі»[642][643][644]
- Новоазовськ, Донецька область. Російські окупанти і незаконні збройні формування ДНР відновили пам'ятник, знесений в серпні 2014 р.[645]